# Danh sách bộ vi xử lý Intel Core i5
Đây là danh sách các bộ vi xử lý Intel Core i5. Được giới thiệu vào năm 2009, dòng vi xử lý Core i5 hướng đến người dùng phổ thông.

## Bộ xử lý cho máy tính để bàn

### Vi kiến trúc Nehalem(Thế hệ thứ nhất)

#### "Lynnfield" (45 nm)
- Tất cả các mô hình hỗ trợ: MMX, SSE, SSE2, SSE3, SSSE3, SSE4.1, SSE4.2, Enhanced Intel SpeedStep Technology (EIST), Intel 64, XD bit (triển khai NX bit), Intel VT-x, Turbo Boost, Smart Cache.
- FSB đã được thay thế bằng DMI.
- Số lượng Transistor: 774 triệu
- Kích thước Die: 296 mm²
- Stepping: B1

| Mã sản phẩm          | Số sSpec     | Xung nhịp | Turbo   | Số nhân | L2 cache   | L3 cache | I/O bus | Mult. | Tốc độ Uncore | Bộ nhớ        | Voltage    | TDP  | Socket   | Ngày ra mắt | Số hiệu thành phần                | Giá ra mắt (USD) |
| -------------------- | ------------ | --------- | ------- | ------- | ---------- | -------- | ------- | ----- | ------------- | ------------- | ---------- | ---- | -------- | ----------- | --------------------------------- | ---------------- |
| Điện năng tiêu chuẩn |              |           |         |         |            |          |         |       |               |               |            |      |          |             |                                   |                  |
| Core i5-750          | - SLBLC (B1) | 2.67 GHz  | 1/1/4/4 | 4       | 4 × 256 KB | 8 MB     | DMI     | 20×   | 2133 MHz      | 2 × DDR3-1333 | 0.65–1.4 V | 95 W | LGA 1156 | 09/2009     | - BX80605I5750 - BV80605001911AP  | $196             |
| Core i5-760          | - SLBRP (B1) | 2.8 GHz   | 1/1/4/4 | 4       | 4 × 256 KB | 8 MB     | DMI     | 21×   | 2133 MHz      | 2 × DDR3-1333 | 0.65–1.4 V | 95 W | LGA 1156 | 07/2010     | - BX80605I5760 - BV80605001908AN  | $205             |
| Điện năng thấp       |              |           |         |         |            |          |         |       |               |               |            |      |          |             |                                   |                  |
| Core i5-750S         | - SLBLH (B1) | 2.4 GHz   | 0/0/6/6 | 4       | 4 × 256 KB | 8 MB     | DMI     | 18×   |               | 2 × DDR3-1333 | 0.65–1.4 V | 82 W | LGA 1156 | 01/2010     | - BX80605I5750S - BV80605003213AH | $259             |

### Vi kiến trúc Westmere(Thế hệ thứ nhất)

#### "Clarkdale" (MCP, 32 nm, lõi kép)
- Tất cả các mô hình hỗ trợ: MMX, SSE, SSE2, SSE3, SSSE3, SSE4.1, SSE4.2, Enhanced Intel SpeedStep Technology (EIST), Intel 64, XD bit (triển khai bit NX), TXT, Intel VT-x, Intel VT-d, Hyper-threading, Turbo Boost, AES-NI, Smart Cache.
- Core i5-655K, Core i5-661 không hỗ trợ Intel TXT và Intel VT-d.[1]
- Core i5-655K cho phép mở khóa hệ số nhân.
- FSB đã được thay thế bằng DMI.
- Chứa GPU "Ironlake" 45 nm.
- Số bóng bán dẫn (Transistor): 382 triệu
- Die size: 81 mm²
- Số lượng Graphics Transistor: 177 triệu
- Kích thước khuôn đồ họa và bộ điều khiển bộ nhớ tích hợp: 114 mm²
- Stepping: C2, K0

| Mã sản phẩm  | Số sSpec                  | Xung nhịp | Turbo | Xung nhịp GPU | Số nhân | L2 cache   | L3 cache | I/O bus | Mult. | Tốc độ Uncore | Bộ nhớ        | Voltage    | TDP  | Socket   | Ngày ra mắt | Số hiệu thành phần                | Giá ra mắt (USD) |
| ------------ | ------------------------- | --------- | ----- | ------------- | ------- | ---------- | -------- | ------- | ----- | ------------- | ------------- | ---------- | ---- | -------- | ----------- | --------------------------------- | ---------------- |
| Core i5-650  | - SLBLK (C2) - SLBTJ (K0) | 3.2 GHz   | 1/2   | 733 MHz       | 2       | 2 × 256 KB | 4 MB     | DMI     | 24×   | 2400 MHz      | 2 × DDR3-1333 | 0.65–1.4 V | 73 W | LGA 1156 | 01/2010     | - CM80616003174AH - BX80616I5650  | $176             |
| Core i5-655K | - SLBXL (K0)              | 3.2 GHz   | 1/2   | 733 MHz       | 2       | 2 × 256 KB | 4 MB     | DMI     | 24×   | 2400 MHz      | 2 × DDR3-1333 | 0.65–1.4 V | 73 W | LGA 1156 | 05/2010     | - CM80616003174AO - BX80616I5655K | $216             |
| Core i5-660  | - SLBLV (C2) - SLBTK (K0) | 3.33 GHz  | 1/2   | 733 MHz       | 2       | 2 × 256 KB | 4 MB     | DMI     | 25×   | 2400 MHz      | 2 × DDR3-1333 | 0.65–1.4 V | 73 W | LGA 1156 | 01/2010     | - CM80616003177AC - BX80616I5660  | $196             |
| Core i5-661  | - SLBNE (C2) - SLBTB (K0) | 3.33 GHz  | 1/2   | 900 MHz       | 2       | 2 × 256 KB | 4 MB     | DMI     | 25×   | 2400 MHz      | 2 × DDR3-1333 | 0.65–1.4 V | 87 W | LGA 1156 | 01/2010     | - CM80616004794AA - BX80616I5661  | $196             |
| Core i5-670  | - SLBLT (C2) - SLBTL (K0) | 3.47 GHz  | 1/2   | 733 MHz       | 2       | 2 × 256 KB | 4 MB     | DMI     | 26×   | 2400 MHz      | 2 × DDR3-1333 | 0.65–1.4 V | 73 W | LGA 1156 | 01/2010     | - CM80616004641AB - BX80616I5670  | $284             |
| Core i5-680  | - SLBTM (K0)              | 3.6 GHz   | 1/2   | 733 MHz       | 2       | 2 × 256 KB | 4 MB     | DMI     | 27×   | 2400 MHz      | 2 × DDR3-1333 | 0.65–1.4 V | 73 W | LGA 1156 | 04/2010     | - CM80616004806AA - BX80616I5680  | $294             |

### Vi kiến trúc Sandy Bridge(Thế hệ thứ 2)

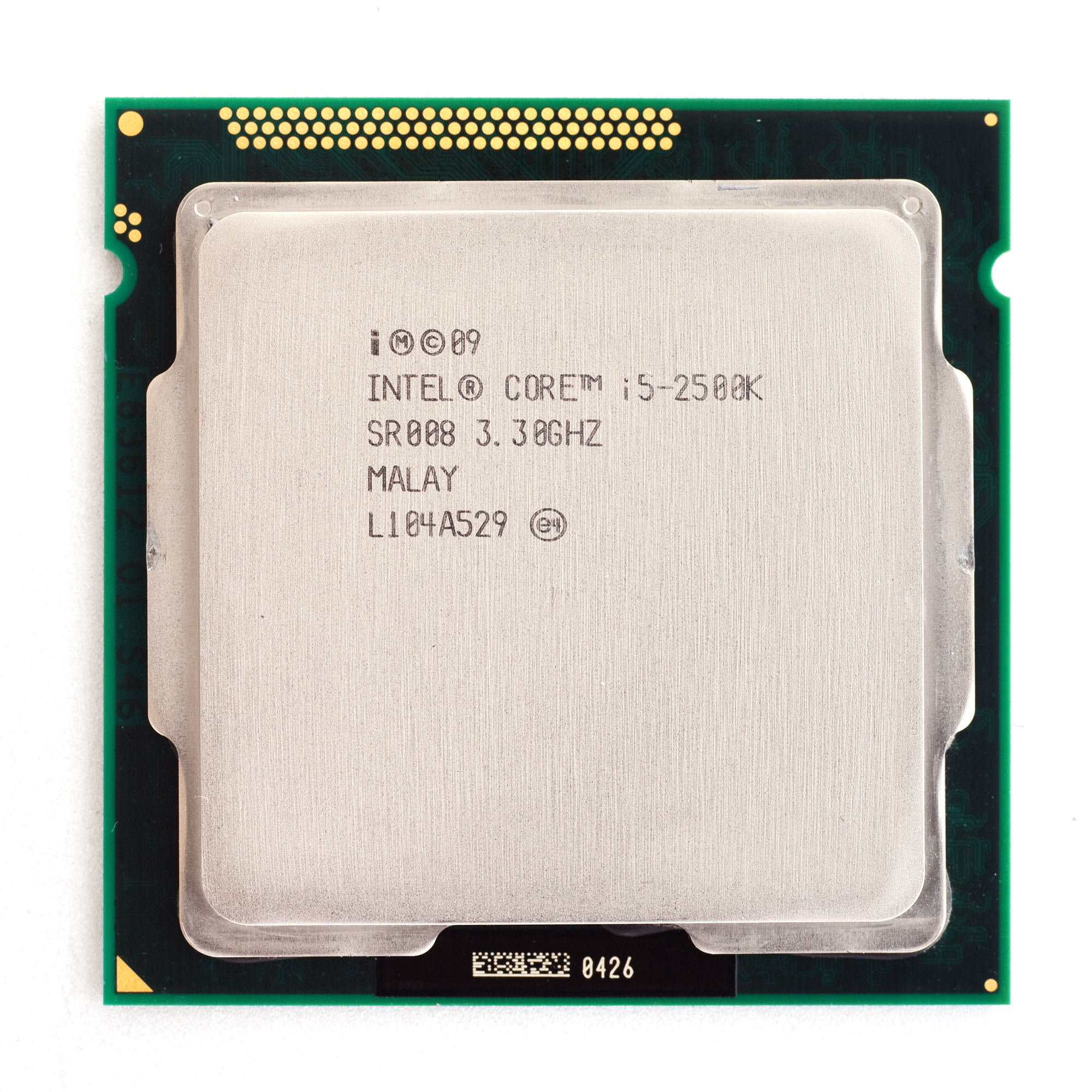
Intel Core i5-2500k

#### Sandy Bridge - lõi kép (2 lõi), 32 nm
- Các mô hình hỗ trợ: MMX, SSE, SSE2, SSE3, SSSE3, SSE4.1, SSE4.2, AVX, Enhanced Intel SpeedStep Technology (EIST), Intel 64, XD bit (an NX bit implementation), TXT, Intel VT-x, Intel VT-d, Hyper-threading, Turbo Boost, AES-NI, Smart Cache, Intel Insider, vPro
- Số lượng Transistor: 504 triệu
- Kích thước DIE: 131 mm²

| Siêu tiết kiệm điện |              |   |         |     |            |      |                  |              |      |          |         |         |                   |      |
| Core i5-2390T       | - SR065 (Q0) | 2 | 2.7 GHz | 4/8 | 2 × 256 KB | 3 MB | HD Graphics 2000 | 650–1100 MHz | 35 W | LGA 1155 | DMI 2.0 | 02/2011 | - CM8062301002115 | $195 |

#### Sandy Bridge - lõi tứ (4 lõi), 32 nm
- Tất cả các mô hình hỗ trợ: MMX, SSE, SSE2, SSE3, SSSE3, SSE4.1, SSE4.2, AVX, Enhanced Intel SpeedStep Technology (EIST), Intel 64, XD bit (an NX bit implementation), Intel VT-x, Turbo Boost, AES-NI, Smart Cache and Intel Insider.
- Core i5-2400 và Core i5-2500 hỗ trợ TXT, Intel VT-d, vPro.[2]
- Tất cả các phiên bản đều hỗ trợ RAM DDR3-1333.
- Bộ vi xử lý S có TDP thấp hơn mức tiêu chuẩn  (65W trên các CPU 4 lõi).
- Bộ xử lý T có TDP rất thấp (45W trên các CPU 4 lõi hoặc 35W trên các CPU 2 lõi).
- Bộ xử lý K có thể mở khóa và được thiết kế để ép xung. Các bộ vi xử lý khác sẽ bị hạn chế ép xung do giới hạn của chipset.
- Bộ xử lý P vô hiệu hóa bộ xử lý đồ họa tích hợp.
- Số lượng Transistor: 1.16 tỷ[3]
- Kích thước Die: 216 mm²

| Điện năng tiêu chuẩn            |              |   |         |          |            |      |                  |              |      |          |         |          |                                                      |      |
| Core i5-2300                    | - SR00D (D2) | 4 | 2.8 GHz | 1/2/2/3  | 4 × 256 KB | 6 MB | HD Graphics 2000 | 850–1100 MHz | 95 W | LGA 1155 | DMI 2.0 | 01/2011  | - CM8062301061502 - BX80623I52300 - BXC80623I52300   | $177 |
| Core i5-2310                    | - SR02K (D2) | 4 | 2.9 GHz | 1/2/2/3  | 4 × 256 KB | 6 MB | HD Graphics 2000 | 850–1100 MHz | 95 W | LGA 1155 | DMI 2.0 | May 2011 | - CM8062301043718 - BX80623I52310 - BXC80623I52310   | $177 |
| Core i5-2320                    | - SR02L (D2) | 4 | 3 GHz   | 1/2/2/3  | 4 × 256 KB | 6 MB | HD Graphics 2000 | 850–1100 MHz | 95 W | LGA 1155 | DMI 2.0 | 09/2011  | - CM8062301043820 - BX80623I52320 - BXC80623I52320   | $177 |
| Core i5-2380P                   | - SR0G2 (D2) | 4 | 3.1 GHz | 1/2/2/3  | 4 × 256 KB | 6 MB | —                | —            | 95 W | LGA 1155 | DMI 2.0 | 01/2012  | - CM8062301157400 - BX80623I52380P - BXC80623I52380P | $177 |
| Core i5-2400                    | - SR00Q (D2) | 4 | 3.1 GHz | 1/2/2/3  | 4 × 256 KB | 6 MB | HD Graphics 2000 | 850–1100 MHz | 95 W | LGA 1155 | DMI 2.0 | 01/2011  | - CM8062300834106 - BX80623I52400 - BXC80623I52400   | $184 |
| Core i5-2450P                   | - SR0G1 (D2) | 4 | 3.2 GHz | 1/2/2/3  | 4 × 256 KB | 6 MB | —                | —            | 95 W | LGA 1155 | DMI 2.0 | 01/2012  | - CM8062301157300 - BX80623I52450P                   | $195 |
| Core i5-2500                    | - SR00T (D2) | 4 | 3.3 GHz | 1/2/3/4  | 4 × 256 KB | 6 MB | HD Graphics 2000 | 850–1100 MHz | 95 W | LGA 1155 | DMI 2.0 | 01/2011  | - CM8062300834203 - BX80623I52500 - BXC80623I52500   | $205 |
| Core i5-2500K                   | - SR008 (D2) | 4 | 3.3 GHz | 1/2/3/4  | 4 × 256 KB | 6 MB | HD Graphics 3000 | 850–1100 MHz | 95 W | LGA 1155 | DMI 2.0 | 01/2011  | - CM8062300833803 - BX80623I52500K - BXC80623I52500K | $216 |
| Core i5-2550K                   | - SR0QH (D2) | 4 | 3.4 GHz | 1/2/3/4  | 4 × 256 KB | 6 MB | —                | —            | 95 W | LGA 1155 | DMI 2.0 | 01/2012  | - CM8062301213000 - BX80623I52550K                   | $225 |
| Điện năng thấp - Tiết kiệm điện |              |   |         |          |            |      |                  |              |      |          |         |          |                                                      |      |
| Core i5-2400S                   | - SR00S (D2) | 4 | 2.5 GHz | 1/3/7/8  | 4 × 256 KB | 6 MB | HD Graphics 2000 | 850–1100 MHz | 65 W | LGA 1155 | DMI 2.0 | 01/2011  | - CM8062300835404 - BX80623I52400S - BXC80623I52400S | $195 |
| Core i5-2405S                   | - SR0BB (D2) | 4 | 2.5 GHz | 1/3/7/8  | 4 × 256 KB | 6 MB | HD Graphics 3000 | 850–1100 MHz | 65 W | LGA 1155 | DMI 2.0 | 05/2011  | - CM8062301091201 - BX80623I52405S                   | $205 |
| Core i5-2500S                   | - SR009 (D2) | 4 | 2.7 GHz | 1/5/9/10 | 4 × 256 KB | 6 MB | HD Graphics 2000 | 850–1100 MHz | 65 W | LGA 1155 | DMI 2.0 | 01/2011  | - CM8062300835501                                    | $216 |
| Siêu tiết kiệm điện             |              |   |         |          |            |      |                  |              |      |          |         |          |                                                      |      |
| Core i5-2500T                   | - SR00A (D2) | 4 | 2.3 GHz | 1/5/9/10 | 4 × 256 KB | 6 MB | HD Graphics 2000 | 650–1250 MHz | 45 W | LGA 1155 | DMI 2.0 | 01/2011  | - CM8062301001910                                    | $216 |

### Vi kiến trúc Ivy Bridge(Thế hệ thứ 3)

#### Ivy Bridge- lõi kép, 22 nm
- Các mô hình hỗ trợ: MMX, SSE, SSE2, SSE3, SSSE3, SSE4.1, SSE4.2, AVX, Enhanced Intel SpeedStep Technology (EIST), Intel 64, XD bit, Intel VT-x, Intel VT-d, Hyper-threading, Turbo Boost, AES-NI, Smart Cache, Intel Insider.
- Kích thước Die: 93.6mm² hoặc 118 mm² [4][5]

| Siêu tiết kiệm điện |              |   |         |     |            |      |                  |              |      |          |         |         |                   |      |
| Core i5-3470T       | - SR0RJ (L1) | 2 | 2.9 GHz | 4/7 | 2 × 256 KB | 3 MB | HD Graphics 2500 | 650–1100 MHz | 35 W | LGA 1155 | DMI 2.0 | 06/2012 | - CM8063701159502 | $184 |

#### Ivy Bridge- lõi tứ, 22 nm
- Các mô hình hỗ trợ: MMX, SSE, SSE2, SSE3, SSSE3, SSE4.1, SSE4.2, AVX, Enhanced Intel SpeedStep Technology (EIST), Intel 64, XD bit, Intel VT-x, Turbo Boost, AES-NI, Smart Cache, Intel Insider.
- Bộ xử lý S có TDP thấp hơn tiêu chuẩn (65 W trên các kiểu máy 4 lõi).
- Bộ xử lý T có TDP rất thấp (45 W trên các mẫu 4 lõi).
- Bộ vi xử lý K mở khóa hệ số turbo.
- Bộ xử lý P vô hiệu hóa bộ xử lý đồ họa tích hợp.
- i5-3470, i5-3470S, i5-3475S, i5-3550, i5-3550S, i5-3570, i5-3570S và i5-3570T hỗ trợ Intel TXT, Intel VT-d và vPro.
- i5-3330, i5-3330S và i5-3350P hỗ trợ Intel VT-d.
- Các bộ vi xử lý khác ngoại trừ dòng K có khả năng ép xung turbo hạn chế.
- Số lượng bóng bán dẫn: 1,4 tỷ
- Kích thước khuôn: 133 mm² hoặc 160 mm²

| Điện năng tiêu chuẩn |              |   |         |          |            |      |                  |              |      |          |         |            |                                                      |      |
| Core i5-3330         | - SR0RQ (E1) | 4 | 3 GHz   | 1/1/2/2  | 4 × 256 KB | 6 MB | HD Graphics 2500 | 650–1050 MHz | 77 W | LGA 1155 | DMI 2.0 | 2012       | - CM8063701134306 - BX80637I53330                    | $182 |
| Core i5-3340         | - SR0YZ (E1) | 4 | 3.1 GHz | 1/1/2/2  | 4 × 256 KB | 6 MB | HD Graphics 2500 | 650–1050 MHz | 77 W | LGA 1155 | DMI 2.0 | 09/2013    | - CM8063701399700 - BX80637I53340 - BXC80637I53340   | $182 |
| Core i5-3350P        | - SR0WS (E1) | 4 | 3.1 GHz | 1/1/2/2  | 4 × 256 KB | 6 MB | —                | —            | 69 W | LGA 1155 | DMI 2.0 | 2012       | - CM8063701392600 - BXC80637I53350P - BX80637I53350P | $177 |
| Core i5-3450         | - SR0PF (E1) | 4 | 3.1 GHz | 2/3/4/4  | 4 × 256 KB | 6 MB | HD Graphics 2500 | 650–1100 MHz | 77 W | LGA 1155 | DMI 2.0 | 2012       | - CM8063701159406 - BX80637I53450 - BXC80637I53450   | $184 |
| Core i5-3470         | - SR0T8 (N0) | 4 | 3.2 GHz | 2/3/4/4  | 4 × 256 KB | 6 MB | HD Graphics 2500 | 650–1100 MHz | 77 W | LGA 1155 | DMI 2.0 | 2012       | - CM8063701093302 - BX80637I53470                    | $184 |
| Core i5-3550         | - SR0P0 (E1) | 4 | 3.3 GHz | 2/3/4/4  | 4 × 256 KB | 6 MB | HD Graphics 2500 | 650–1150 MHz | 77 W | LGA 1155 | DMI 2.0 | 2012       | - CM8063701093203 - BX80637I53550 - BXC80637I53550   | $205 |
| Core i5-3570         | - SR0T7 (N0) | 4 | 3.4 GHz | 2/3/4/4  | 4 × 256 KB | 6 MB | HD Graphics 2500 | 650–1150 MHz | 77 W | LGA 1155 | DMI 2.0 | 2012       | - CM8063701093103 - BX80637I53570                    | $205 |
| Core i5-3570K        | - SR0PM (E1) | 4 | 3.4 GHz | 2/3/4/4  | 4 × 256 KB | 6 MB | HD Graphics 4000 | 650–1150 MHz | 77 W | LGA 1155 | DMI 2.0 | April 2012 | - CM8063701211800 - BX80637I53570K - BXC80637I53570K | $225 |
| Tiết kiệm điện năng  |              |   |         |          |            |      |                  |              |      |          |         |            |                                                      |      |
| Core i5-3330S        | - SR0RR (E1) | 4 | 2.7 GHz | 1/2/4/5  | 4 × 256 KB | 6 MB | HD Graphics 2500 | 650–1050 MHz | 65 W | LGA 1155 | DMI 2.0 | 09/2012    | - CM8063701159804                                    | $177 |
| Core i5-3335S        | - SR0TJ (E1) | 4 | 2.7 GHz | 1/2/4/5  | 4 × 256 KB | 6 MB | HD Graphics 4000 | 650–1050 MHz | 65 W | LGA 1155 | DMI 2.0 | 2012       | - CM8063701277200                                    | $194 |
| Core i5-3340S        | - SR0YH (E1) | 4 | 2.8 GHz | 1/2/4/5  | 4 × 256 KB | 6 MB | HD Graphics 2500 | 650–1050 MHz | 65 W | LGA 1155 | DMI 2.0 | 09/2013    | - CM8063701387400 - BX80637I53340S                   | $182 |
| Core i5-3450S        | - SR0P2 (E1) | 4 | 2.8 GHz | 3/4/6/7  | 4 × 256 KB | 6 MB | HD Graphics 2500 | 650–1100 MHz | 65 W | LGA 1155 | DMI 2.0 | April 2012 | - CM8063701095104 - BX80637I53450S                   | $184 |
| Core i5-3470S        | - SR0TA (N0) | 4 | 2.9 GHz | 3/4/6/7  | 4 × 256 KB | 6 MB | HD Graphics 2500 | 650–1100 MHz | 65 W | LGA 1155 | DMI 2.0 | June 2012  | - CM8063701094000                                    | $184 |
| Core i5-3475S        | - SR0PP (E1) | 4 | 2.9 GHz | 3/4/6/7  | 4 × 256 KB | 6 MB | HD Graphics 4000 | 650–1100 MHz | 65 W | LGA 1155 | DMI 2.0 | 06/2012    | - CM8063701212000                                    | $201 |
| Core i5-3550S        | - SR0P3 (E1) | 4 | 3 GHz   | 3/4/6/7  | 4 × 256 KB | 6 MB | HD Graphics 2500 | 650–1150 MHz | 65 W | LGA 1155 | DMI 2.0 | 04/2012    | - CM8063701095203                                    | $205 |
| Core i5-3570S        | - SR0T9 (N0) | 4 | 3.1 GHz | 3/4/6/7  | 4 × 256 KB | 6 MB | HD Graphics 2500 | 650–1150 MHz | 65 W | LGA 1155 | DMI 2.0 | June 2012  | - CM8063701093901                                    | $205 |
| Siêu tiết kiệm điện  |              |   |         |          |            |      |                  |              |      |          |         |            |                                                      |      |
| Core i5-3570T        | - SR0P1 (E1) | 4 | 2.3 GHz | 6/7/9/10 | 4 × 256 KB | 6 MB | HD Graphics 2500 | 650–1150 MHz | 45 W | LGA 1155 | DMI 2.0 | April 2012 | - CM8063701094903                                    | $205 |

### Vi kiến trúc Haswell(Thế hệ thứ 4)

#### Haswell-DT (lõi kép, 22 nm)
- Tất cả các mô hình hỗ trợ: MMX, SSE, SSE2, SSE3, SSSE3, SSE4.1, SSE4.2, AVX, AVX2, FMA3, Enhanced Intel SpeedStep Technology (EIST), Intel 64, XD bit (an NX bit implementation), Intel VT-x, Intel VT-d, Hyper-threading, Turbo Boost, AES-NI, Smart Cache, Intel Insider, vPro.
- Số lượng Transistors: 1.4 tỷ
- Kích thước khuôn: 177mm²

| Siêu tiết kiệm điện       |                           |   |         |         |            |      |                  |              |      |          |         |           |                                                                        |      |
| Core i5-4570T             | - SR14R (C0) - SR1CA (C0) | 2 | 2.9 GHz | 4/7     | 2 × 256 KB | 4 MB | HD Graphics 4600 | 200–1150 MHz | 35 W | LGA 1150 | DMI 2.0 | 06/2013   | - CM8064601466203 - CM8064601481905 - BX80646I54570T - BXC80646I54570T | $192 |
| Công suất cực thấp, nhúng |                           |   |         |         |            |      |                  |              |      |          |         |           |                                                                        |      |
| Core i5-4570TE            | - SR17Z (C0)              | 2 | 2.7 GHz | 3.3 GHz | 2 × 256 KB | 4 MB | HD Graphics 4600 | 350–1150 MHz | 35 W | LGA 1150 | DMI 2.0 | June 2013 | - CM8064601484301                                                      | $192 |

#### Haswell-DT (lõi tứ, 22 nm, thế hệ 4)
- Tất cả các mô hình hỗ trợ: MMX, SSE, SSE2, SSE3, SSSE3, SSE4.1, SSE4.2, AVX, AVX2, FMA3, Enhanced Intel SpeedStep Technology (EIST), Intel 64, XD bit (an NX bit implementation), Intel VT-x, Turbo Boost, AES-NI, Smart Cache, Intel Insider.
- Tất cả các kiểu CPU ngoại trừ Intel i5-4670K đều hỗ trợ Intel VT-d.
- Intel Core i5-4570, Core i5-4570S, Core i5-4590, Core i5-4590S, Core i5-4590T, Core i5-4670, Core i5-4670S, Core i5-4670T, Core i5-4690, Core i5-4690S, Core i5-4690T hỗ trợ vPro, TXT.
- Bóng bán dẫn: 1,4 tỷ
- Kích thước khuôn: 185mm²

| Công suất tiêu chuẩn |                           |   |         |          |            |      |                  |              |      |          |         |           |                                                                        |      |
| Core i5-4430         | - SR14G (C0)              | 4 | 3 GHz   | 0/1/2/2  | 4 × 256 KB | 6 MB | HD Graphics 4600 | 350–1100 MHz | 84 W | LGA 1150 | DMI 2.0 | 06/2013   | - CM8064601464802 - BX80646I54430 - BXC80646I54430                     | $182 |
| Core i5-4440         | - SR14F (C0)              | 4 | 3.1 GHz | 0/1/2/2  | 4 × 256 KB | 6 MB | HD Graphics 4600 | 350–1100 MHz | 84 W | LGA 1150 | DMI 2.0 | 2013      | - CM8064601464800 - BX80646I54440 - BXC80646I54440                     | $182 |
| Core i5-4460         | - SR1QK (C0)              | 4 | 3.2 GHz | 0/1/2/2  | 4 × 256 KB | 6 MB | HD Graphics 4600 | 350–1100 MHz | 84 W | LGA 1150 | DMI 2.0 | 2014      | - CM8064601560722 - BX80646I54460 - BXC80646I54460                     | $182 |
| Core i5-4570         | - SR14E (C0)              | 4 | 3.2 GHz | 2/3/4/4  | 4 × 256 KB | 6 MB | HD Graphics 4600 | 350–1150 MHz | 84 W | LGA 1150 | DMI 2.0 | 2013      | - CM8064601464707 - BX80646I54570 - BXC80646I54570                     | $192 |
| Core i5-4590         | - SR1QJ (C0)              | 4 | 3.3 GHz | 2/3/4/4  | 4 × 256 KB | 6 MB | HD Graphics 4600 | 350–1150 MHz | 84 W | LGA 1150 | DMI 2.0 | 2014      | - CM8064601560615 - BX80646I54590 - BXC80646I54590                     | $192 |
| Core i5-4670         | - SR14D (C0)              | 4 | 3.4 GHz | 2/3/4/4  | 4 × 256 KB | 6 MB | HD Graphics 4600 | 350–1200 MHz | 84 W | LGA 1150 | DMI 2.0 | 2013      | - CM8064601464706 - BX80646I54670 - BXC80646I54670                     | $213 |
| Core i5-4670K        | - SR14A (C0)              | 4 | 3.4 GHz | 2/3/4/4  | 4 × 256 KB | 6 MB | HD Graphics 4600 | 350–1200 MHz | 84 W | LGA 1150 | DMI 2.0 | 2013      | - CM8064601464506 - BX80646I54670K - BXF80646I54670K - BXC80646I54670K | $242 |
| Core i5-4690         | - SR1QH (C0)              | 4 | 3.5 GHz | 2/3/4/4  | 4 × 256 KB | 6 MB | HD Graphics 4600 | 350–1200 MHz | 84 W | LGA 1150 | DMI 2.0 | 2014      | - CM8064601560516 - BX80646I54690 - BXC80646I54690                     | $213 |
| Core i5-4690K        | - SR21A (C0)              | 4 | 3.5 GHz | 2/3/4/4  | 4 × 256 KB | 6 MB | HD Graphics 4600 | 350–1200 MHz | 88 W | LGA 1150 | DMI 2.0 | 2014      | - CM8064601710803 - BX80646I54690K - BXF80646I54690K - BXC80646I54690K | $242 |
| Tiết kiệm điện       |                           |   |         |          |            |      |                  |              |      |          |         |           |                                                                        |      |
| Core i5-4430S        | - SR14M (C0)              | 4 | 2.7 GHz | 1/2/4/5  | 4 × 256 KB | 6 MB | HD Graphics 4600 | 350–1100 MHz | 65 W | LGA 1150 | DMI 2.0 | 2013      | - CM8064601465803                                                      | $182 |
| Core i5-4440S        | - SR14L (C0)              | 4 | 2.8 GHz | 1/2/4/5  | 4 × 256 KB | 6 MB | HD Graphics 4600 | 350–1100 MHz | 65 W | LGA 1150 | DMI 2.0 | 2013      | - CM8064601465804 - BX80646I54440S                                     | $182 |
| Core i5-4460S        | - SR1QQ (C0)              | 4 | 2.9 GHz | 1/2/4/5  | 4 × 256 KB | 6 MB | HD Graphics 4600 | 350–1100 MHz | 65 W | LGA 1150 | DMI 2.0 | 2014      | - CM8064601561423                                                      | $182 |
| Core i5-4570S        | - SR14J (C0)              | 4 | 2.9 GHz | 3/4/6/7  | 4 × 256 KB | 6 MB | HD Graphics 4600 | 350–1150 MHz | 65 W | LGA 1150 | DMI 2.0 | 2013      | - CM8064601465605 - BX80646I54570S                                     | $192 |
| Core i5-4590S        | - SR1QN (C0)              | 4 | 3 GHz   | 3/4/6/7  | 4 × 256 KB | 6 MB | HD Graphics 4600 | 350–1150 MHz | 65 W | LGA 1150 | DMI 2.0 | 2014      | - CM8064601561214 - BX80646I54590S                                     | $192 |
| Core i5-4670S        | - SR14K (C0)              | 4 | 3.1 GHz | 3/4/6/7  | 4 × 256 KB | 6 MB | HD Graphics 4600 | 350–1200 MHz | 65 W | LGA 1150 | DMI 2.0 | June 2013 | - CM8064601465703                                                      | $213 |
| Core i5-4690S        | - SR1QP (C0)              | 4 | 3.2 GHz | 3/4/6/7  | 4 × 256 KB | 6 MB | HD Graphics 4600 | 350–1200 MHz | 65 W | LGA 1150 | DMI 2.0 | 2014      | - CM8064601561313 - BX80646I54690S                                     | $213 |
| Siêu tiết kiệm điện  |                           |   |         |          |            |      |                  |              |      |          |         |           |                                                                        |      |
| Core i5-4460T        | - SR1S7 (C0)              | 4 | 1.9 GHz | 4/5/7/8  | 4 × 256 KB | 6 MB | HD Graphics 4600 | 350-1100 MHz | 35 W | LGA 1150 | DMI 2.0 | 2014      | - CM8064601561827                                                      | $182 |
| Core i5-4590T        | - SR1H3 (C0) - SR1S6 (C0) | 4 | 2 GHz   | 6/7/9/10 | 4 × 256 KB | 6 MB | HD Graphics 4600 | 350–1150 MHz | 35 W | LGA 1150 | DMI 2.0 | 2014      | - CM8064601481927 - CM8064601561826                                    | $192 |
| Core i5-4670T        | - SR14P (C0)              | 4 | 2.3 GHz | 6/7/9/10 | 4 × 256 KB | 6 MB | HD Graphics 4600 | 350–1200 MHz | 45 W | LGA 1150 | DMI 2.0 | 2013      | - CM8064601466003                                                      | $213 |
| Core i5-4690T        | - SR1QT (C0)              | 4 | 2.5 GHz | 6/7/9/10 | 4 × 256 KB | 6 MB | HD Graphics 4600 | 350–1200 MHz | 45 W | LGA 1150 | DMI 2.0 | 2014      | - CM8064601561613                                                      | $213 |

#### Haswell-H (MCP, lõi tứ, 22 nm)
- Tất cả các mô hình hỗ trợ: MMX, SSE, SSE2, SSE3, SSSE3, SSE4.1, SSE4.2, AVX, AVX2, FMA3, Enhanced Intel SpeedStep Technology (EIST), Intel 64, XD bit (an NX bit implementation), Intel VT-x, Intel VT-d, Turbo Boost, AES-NI, Smart Cache, Intel Insider.
- Core i5-4570R và Core i5-4670R cũng chứa "Crystalwell": 128 MiB eDRAM được xây dựng ở (22 nm) hoạt động như bộ nhớ đệm L4
- Số lượng Transistor: 1.4 tỷ
- Kích thước khuôn: 264mm² + 84mm²

| Mã sản phẩm   | Số sSpec     | Số nhân | Xung nhịp | Turbo   | L2 cache   | L3 cache | Loại GPU               | Xung nhịp GPU | TDP  | Socket   | I/O bus | Ngày ra mắt | Số hiệu thành phần | Giá ra mắt (USD) |
| ------------- | ------------ | ------- | --------- | ------- | ---------- | -------- | ---------------------- | ------------- | ---- | -------- | ------- | ----------- | ------------------ | ---------------- |
| Core i5-4570R | - SR18P (C0) | 4       | 2.7 GHz   | 3/3/5/5 | 4 × 256 KB | 4 MB     | Iris Pro Graphics 5200 | 200–1150 MHz  | 65 W | BGA-1364 | DMI 2.0 | 06/2013     | - CL8064701508603  | $255             |
| Core i5-4670R | - SR18M (C0) | 4       | 3 GHz     | 4/5/6/7 | 4 × 256 KB | 4 MB     | Iris Pro Graphics 5200 | 200–1300 MHz  | 65 W | BGA-1364 | DMI 2.0 | 2013        | - CL8064701508403  | $276             |

### Vi kiến trúc Broadwell(Thế hệ thứ 5)

#### Broadwell-H (lõi tứ, 14 nm)
- Tất cả các kiểu máy đều hỗ trợ: MMX, SSE, SSE2, SSE3, SSSE3, SSE4.1, SSE4.2, AVX, AVX2, FMA3, Công nghệ Intel SpeedStep nâng cao (EIST), Intel 64, XD bit (triển khai bit NX), Intel VT -x, Intel VT-d, Turbo Boost, AES-NI, Smart Cache, Intel Insider.
- Tất cả các kiểu CPU có chứa "Crystal Well": 128 MiB eDRAM với kích thước 22 nm hoạt động như bộ nhớ đệm L4.

| Mã sản phẩm   | Số sSpec     | Số nhân | Xung nhịp | Turbo   | L2 cache   | L3 cache | Loại GPU               | Xung nhịp GPU | TDP  | Socket   | I/O bus | Ngày ra mắt | Số hiệu thành phần                 | Giá ra mắt (USD) |
| ------------- | ------------ | ------- | --------- | ------- | ---------- | -------- | ---------------------- | ------------- | ---- | -------- | ------- | ----------- | ---------------------------------- | ---------------- |
| Core i5-5575R | - SR2AK (G0) | 4       | 2.8 GHz   | 3/3/5/5 | 4 × 256 KB | 4 MB     | Iris Pro Graphics 6200 | 300–1050 MHz  | 65 W | BGA-1364 | DMI 2.0 | 06/2015     | - FH8065802483402                  | $244             |
| Core i5-5675C | - SR2FX (G0) | 4       | 3.1 GHz   | 3/3/5/5 | 4 × 256 KB | 4 MB     | Iris Pro Graphics 6200 | 300–1100 MHz  | 65 W | LGA 1150 | DMI 2.0 | 06/2015     | - CM8065802483201 - BX80658I55675C | $276             |
| Core i5-5675R | - SR2AJ (G0) | 4       | 3.1 GHz   | 3/3/5/5 | 4 × 256 KB | 4 MB     | Iris Pro Graphics 6200 | 300–1100 MHz  | 65 W | BGA-1364 | DMI 2.0 | 2015        | - FH8065802483401                  | $265             |

### Vi kiến trúc Skylake(Thế hệ thứ 6)

#### Skylake-S (lõi tứ, 14 nm)
- Tất cả các kiểu CPU đều hỗ trợ: MMX, SSE, SSE2, SSE3, SSSE3, SSE4.1, SSE4.2, AVX, AVX2, FMA3, Công nghệ Intel SpeedStep nâng cao (EIST), Intel 64, XD bit (triển khai bit NX), Intel VT -x, Intel VT-d, Turbo Boost, AES-NI, Smart Cache, Intel Insider. Các mô hình nhúng cũng hỗ trợ Intel vPro, Intel TXT.

| Điện năng tiêu chuẩn           |                           |   |         |          |            |      |                 |              |      |          |         |         |                                                      |      |
| Core i5-6400                   | - SR2BY (R0) - SR2L7 (R0) | 4 | 2.7 GHz | 4/5/6/6  | 4 × 256 KB | 6 MB | HD Graphics 530 | 350–950 MHz  | 65 W | LGA 1151 | DMI 3.0 | 09/2015 | - CM8066201920506 - BX80662I56400 - BXC80662I56400   | $182 |
| Core i5-6402P                  | - SR2NJ (R0)              | 4 | 2.8 GHz | 4/5/6/6  | 4 × 256 KB | 6 MB | HD Graphics 510 | 350–950 MHz  | 65 W | LGA 1151 | DMI 3.0 | 12/2015 | - CM8066201920509 - BX80662I56402P - BXC80662I56402P | $182 |
| Core i5-6500                   | - SR2BX (R0) - SR2L6 (R0) | 4 | 3.2 GHz | 1/2/3/4  | 4 × 256 KB | 6 MB | HD Graphics 530 | 350–1050 MHz | 65 W | LGA 1151 | DMI 3.0 | 09/2015 | - CM8066201920404 - BX80662I56500 - BXC80662I56500   | $192 |
| Core i5-6600                   | - SR2BW (R0) - SR2L5 (R0) | 4 | 3.3 GHz | 3/4/5/6  | 4 × 256 KB | 6 MB | HD Graphics 530 | 350–1150 MHz | 65 W | LGA 1151 | DMI 3.0 | 2015    | - CM8066201920401 - BX80662I56600 - BXC80662I56600   | $213 |
| Core i5-6600K                  | - SR2BV (R0) - SR2L4 (R0) | 4 | 3.5 GHz | 1/2/3/4  | 4 × 256 KB | 6 MB | HD Graphics 530 | 350–1150 MHz | 91 W | LGA 1151 | DMI 3.0 | 2015    | - CM8066201920300 - BX80662I56600K - BXC80662I56600K | $243 |
| Điện năng thấp                 |                           |   |         |          |            |      |                 |              |      |          |         |         |                                                      |      |
| Core i5-6400T                  | - SR2BS (R0) - SR2L1 (R0) | 4 | 2.2 GHz | 3/3/5/6  | 4 × 256 KB | 6 MB | HD Graphics 530 | 350–950 MHz  | 35 W | LGA 1151 | DMI 3.0 | 2015    | - CM8066201920000 - BXC80662I56400T                  | $182 |
| Core i5-6500T                  | - SR2BZ (R0) - SR2L8 (R0) | 4 | 2.5 GHz | 3/3/5/6  | 4 × 256 KB | 6 MB | HD Graphics 530 | 350–1100 MHz | 35 W | LGA 1151 | DMI 3.0 | 09/2015 | - CM8066201920600 - BXC80662I56500T                  | $192 |
| Core i5-6600T                  | - SR2C0 (R0) - SR2L9 (R0) | 4 | 2.7 GHz | 6/6/7/8  | 4 × 256 KB | 6 MB | HD Graphics 530 | 350–1100 MHz | 35 W | LGA 1151 | DMI 3.0 | 2015    | - CM8066201920601 - BXC80662I56600T                  | $213 |
| Điện năng thấp, hệ thống nhúng |                           |   |         |          |            |      |                 |              |      |          |         |         |                                                      |      |
| Core i5-6500TE                 | - SR2LR (R0)              | 4 | 2.3 GHz | ?/?/?/10 | 4 × 256 KB | 6 MB | HD Graphics 530 | 350–1000 MHz | 35 W | LGA 1151 | DMI 3.0 | 2015    | - CM8066201938000                                    | $192 |

#### Skylake-H (lõi tứ, 14 nm)
| Mã sản phẩm   | Số sSpec                  | Số nhân | Xung nhịp | Turbo   | L2 cache   | L3 cache | Loại GPU              | Xung nhịp GPU | TDP  | Socket   | I/O bus | Ngày ra mắt | Số hiệu thành phần                  | Giá ra mắt (USD) |
| ------------- | ------------------------- | ------- | --------- | ------- | ---------- | -------- | --------------------- | ------------- | ---- | -------- | ------- | ----------- | ----------------------------------- | ---------------- |
| Core i5-6585R | - SR2QR (N0) - SR2TY (N0) | 4       | 2.8 GHz   | ?/?/?/8 | 4 × 256 KB | 6 MB     | Iris Pro Graphics 580 | 350–1100 MHz  | 65 W | BGA 1440 | DMI 3.0 | 05/2016     | - JQ8066201926704 - JQ8066201926706 | $255             |
| Core i5-6685R | - SR2QS (N0) - SR2TZ (N0) | 4       | 3.2 GHz   | ?/?/?/6 | 4 × 256 KB | 6 MB     | Iris Pro Graphics 580 | 350–1150 MHz  | 65 W | BGA 1440 | DMI 3.0 | 2016        | - JQ8066201926705 - JQ8066201926707 | $288             |

### Vi kiến trúc Kaby Lake(Thế hệ thứ 7)

#### Kaby Lake-S (14 nm)
- Tất cả các kiểu máy hỗ trợ: MMX, SSE, SSE2, SSE3, SSSE3, SSE4.1, SSE4.2, AVX, AVX2, FMA3, SGX, MPX, Công nghệ Intel SpeedStep nâng cao (EIST), Intel 64, XD bit (triển khai bit NX), Intel VT-x, Intel VT-d, Turbo Boost, AES-NI, Intel TSX-NI, Bộ nhớ đệm thông minh.
- i5-7500 trở lên (ngoại trừ kiểu K) hỗ trợ Intel vPro, Intel TXT.
- Các mẫu điện năng thấp hỗ trợ giảm TDP (cTDP) có thể định cấu hình.
- Các kiểu hệ thống nhúng cũng hỗ trợ bộ nhớ ECC, nhưng không hỗ trợ Intel TSX-NI.

| Điện năng tiêu chuẩn |              |   |         |         |            |      |         |              |      |          |         |      |                                                      |      |
| Core i5-7400         | - SR32W (B0) | 4 | 3 GHz   | 3/3/4/5 | 4 × 256 KB | 6 MB | 630 (?) | 350–1000 MHz | 65 W | LGA 1151 | DMI 3.0 | 2017 | - BX80677I57400 - BXC80677I57400 - CM8067702867050   | $182 |
| Core i5-7500         | - SR335 (B0) | 4 | 3.4 GHz | 2/2/3/4 | 4 × 256 KB | 6 MB | 630 (?) | 350–1100 MHz | 65 W | LGA 1151 | DMI 3.0 | 2017 | - BX80677I57500 - BXC80677I57500 - CM8067702868012   | $192 |
| Core i5-7600         | - SR334 (B0) | 4 | 3.5 GHz | 4/4/5/6 | 4 × 256 KB | 6 MB | 630 (?) | 350–1150 MHz | 65 W | LGA 1151 | DMI 3.0 | 2017 | - BX80677I57600 - BXC80677I57600 - CM8067702868011   | $213 |
| Core i5-7600K        | - SR32V (B0) | 4 | 3.8 GHz | 2/2/3/4 | 4 × 256 KB | 6 MB | 630 (?) | 350–1150 MHz | 91 W | LGA 1151 | DMI 3.0 | 2017 | - BX80677I57600K - BXC80677I57600K - CM8067702868219 | $242 |
| Điện năng thấp       |              |   |         |         |            |      |         |              |      |          |         |      |                                                      |      |
| Core i5-7400T        | - SR332 (B0) | 4 | 2.4 GHz | 4/4/5/6 | 4 × 256 KB | 6 MB | 630 (?) | 350–1000 MHz | 35 W | LGA 1151 | DMI 3.0 | 2017 | - BX80677I57400T - BXC80677I57400T - CM8067702867915 | $182 |
| Core i5-7500T        | - SR337 (B0) | 4 | 2.7 GHz | 4/4/5/6 | 4 × 256 KB | 6 MB | 630 (?) | 350–1100 MHz | 35 W | LGA 1151 | DMI 3.0 | 2017 | - BX80677I57500T - BXC80677I57500T - CM8067702868115 | $192 |
| Core i5-7600T        | - SR336 (B0) | 4 | 2.8 GHz | 7/7/8/9 | 4 × 256 KB | 6 MB | 630 (?) | 350–1100 MHz | 35 W | LGA 1151 | DMI 3.0 | 2017 | - BX80677I57600T - BXC80677I57600T - CM8067702868117 | $213 |

#### Kaby Lake-X (14 nm)
| Mã sản phẩm   | Số sSpec     | Số nhân | Xung nhịp | Turbo   | L2 cache | L3 cache | Loại GPU | Xung nhịp GPU | TDP   | Socket | I/O bus | Ngày ra mắt | Số hiệu thành phần                                   | Giá ra mắt (USD) |
| ------------- | ------------ | ------- | --------- | ------- | -------- | -------- | -------- | ------------- | ----- | ------ | ------- | ----------- | ---------------------------------------------------- | ---------------- |
| Core i5-7640X | - SR3FR (B0) | 4       |           | 0/1/1/2 |          | 6        | —        | —             | 112 W |        |         | 06/2017     | - BX80677I57640X - BXC80677I57640X - CM8067702868730 | $242             |

### Vi kiến trúc Coffee Lake(Thế hệ thứ 8, thế hệ thứ 9)

#### Coffee Lake-S (14 nm)
- Tất cả các chức năng hỗ trợ: MMX, SSE, SSE2, SSE3, SSSE3, SSE4.1, SSE4.2, AVX, AVX2, FMA3, SGX, MPX, Công nghệ Intel SpeedStep nâng cao (EIST), Intel 64, XD bit (triển khai bit NX), Intel VT-x, Intel VT-d, Turbo Boost, AES-NI, Bộ nhớ đệm thông minh. i5-8500 trở lên hỗ trợ: Intel TSX-NI, Intel vPro, Intel TXT.

| Điện năng tiêu chuẩn                 |                                        |   |         |                   |            |      |          |              |      |          |         |      |                                                                                          |      |
| Core i5-8400                         | - SR3QT (U0)                           | 6 | 2.8 GHz | 10/10/11/11/11/12 | 6 × 256 KB | 9 MB | U630 (?) | 350–1050 MHz | 65 W | LGA 1151 | DMI 3.0 | 2017 | - CM8068403358811 - BX80684I58400 - BXC80684I58400                                       | $182 |
| Core i5-8500                         | - SR3XE (U0)                           | 6 | 3 GHz   | 9/9/10/10/10/11   | 6 × 256 KB | 9 MB | U630 (?) | 350–1100 MHz | 65 W | LGA 1151 | DMI 3.0 | 2018 | - CM8068403362607 - BX80684I58500 - BXC80684I58500                                       | $192 |
| Core i5-8600                         | - SR3X0 (U0)                           | 6 | 3.1 GHz | 10/10/11/11/11/12 | 6 × 256 KB | 9 MB | U630 (?) | 350–1150 MHz | 65 W | LGA 1151 | DMI 3.0 | 2018 | - CM8068403358607 - BX80684I58600 - BXC80684I58600                                       | $213 |
| Core i5-8600K                        | - SR3QU (U0)                           | 6 | 3.6 GHz | 5/5/6/6/6/7       | 6 × 256 KB | 9 MB | U630 (?) | 350–1150 MHz | 95 W | LGA 1151 | DMI 3.0 | 2017 | - CM8068403358508 - BX80684I58600K - BXC80684I58600K                                     | $257 |
| Core i5-9400                         | - SR3X5 (U0) - SRELV (P0) - SRG0Y (R0) | 6 | 2.9 GHz | 10/10/11/11/11/12 | 6 × 256 KB | 9 MB | U630 (?) | 350-1050 MHz | 65 W | LGA 1151 | DMI 3.0 | 2019 | - CM8068403358816 - CM8068403875504 - BX80684I59400 - BXC80684I59400 - CM8068403875505   | $182 |
| Core i5-9400F                        | - SRF6M (U0) - SRFAH (P0) - SRG0Z (R0) | 6 | 2.9 GHz | 10/10/11/11/11/12 | 6 × 256 KB | 9 MB | —        | —            | 65 W | LGA 1151 | DMI 3.0 | 2019 | - CM8068403358819 - BX80684I59400F - BXC80684I59400F - CM8068403875509 - CM8068403875510 | $182 |
| Core i5-9500                         | - SRF4B (U0)                           | 6 | 3 GHz   | 4.4 GHz           | 6 × 256 KB | 9 MB | U630 (?) | 350-1100 MHz | 65 W | LGA 1151 | DMI 3.0 | 2019 | - CM8068403362610 - BX80684I59500 - BXC80684I59500                                       | $192 |
| Core i5-9500F                        | - SRF6Q (U0) - SRG10 (R0)              | 6 | 3 GHz   | 4.4 GHz           | 6 × 256 KB | 9 MB | —        | —            | 65 W | LGA 1151 | DMI 3.0 | 2019 | - CM8068403362616 - CM8068403875414 - BX80684I59500F - BXC80684I59500F                   | $192 |
| Core i5-9600                         | - SRF4H (U0)                           | 6 | 3.1 GHz | 4.6 GHz           | 6 × 256 KB | 9 MB | U630 (?) | 350-1150 MHz | 65 W | LGA 1151 | DMI 3.0 | 2019 | - CM8068403358610 - BX80684I59600 - BXC80684I59600                                       | $213 |
| Core i5-9600K                        | - SRELU (P0) - SRG11 (R0)              | 6 | 3.7 GHz | 6/6/7/7/8/9       | 6 × 256 KB | 9 MB | U630 (?) | 350-1150 MHz | 95 W | LGA 1151 | DMI 3.0 | 2018 | - CM8068403874404 - BX80684I59600K - BXC80684I59600K - CM8068403874405                   | $262 |
| Core i5-9600KF                       | - SRFAD (P0) - SRG12 (R0)              | 6 | 3.7 GHz | 6/6/7/7/8/9       | 6 × 256 KB | 9 MB | —        | —            | 95 W | LGA 1151 | DMI 3.0 | 2019 | - BX80684I59600KF - BXC80684I5960KF - CM8068403874409 - CM8068403874410                  | $263 |
| Điện năng thấp                       |                                        |   |         |                   |            |      |          |              |      |          |         |      |                                                                                          |      |
| Core i5-8400T                        | - SR3X6 (U0)                           | 6 | 1.7 GHz | 13/13/14/14/15/16 | 6 × 256 KB | 9 MB | U630 (?) | 350–1050 MHz | 35 W | LGA 1151 | DMI 3.0 | 2018 | - CM8068403358913                                                                        | $182 |
| Core i5-8500T                        | - SR3XD (U0)                           | 6 | 2.1 GHz | 11/11/12/12/13/14 | 6 × 256 KB | 9 MB | U630 (?) | 350–1100 MHz | 35 W | LGA 1151 | DMI 3.0 | 2018 | - CM8068403362509                                                                        | $192 |
| Core i5-8600T                        | - SR3X3 (U0)                           | 6 | 2.3 GHz | 12/12/13/13/13/14 | 6 × 256 KB | 9 MB | U630 (?) | 350–1150 MHz | 35 W | LGA 1151 | DMI 3.0 | 2018 | - CM8068403358708                                                                        | $213 |
| Core i5-9400T                        | - SR3X8 (U0)                           | 6 | 1.8 GHz | 3.4 GHz           | 6 × 256 KB | 9 MB | U630 (?) | 350–1050 MHz | 35 W | LGA 1151 | DMI 3.0 | 2019 | - CM8068403358915                                                                        | $182 |
| Core i5-9500T                        | - SRF4D (U0)                           | 6 | 2.2 GHz | 3.7 GHz           | 6 × 256 KB | 9 MB | U630 (?) | 350–1100 MHz | 35 W | LGA 1151 | DMI 3.0 | 2019 | - CM8068403362510                                                                        | $192 |
| Core i5-9600T                        | - SRF4F (U0)                           | 6 | 2.3 GHz | 3.9 GHz           | 6 × 256 KB | 9 MB | U630 (?) | 350–1150 MHz | 35 W | LGA 1151 | DMI 3.0 | 2019 | - CM8068403358709                                                                        | $213 |
| Điện năng tiêu chuẩn, hệ thống nhúng |                                        |   |         |                   |            |      |          |              |      |          |         |      |                                                                                          |      |
| Core i5-9500E                        | - SRGQX (U0)                           | 6 | 3 GHz   | 4.2 GHz           | 6 × 256 KB | 9 MB | U630 (?) | 350-1100 MHz | 65 W | LGA 1151 | DMI 3.0 | 2019 | - CM8068404404932                                                                        | $192 |
| Điện năng thấp, hệ thống nhúng       |                                        |   |         |                   |            |      |          |              |      |          |         |      |                                                                                          |      |
| Core i5-9500TE                       | - SRGQZ (U0)                           | 6 | 2.2 GHz | 3.6 GHz           | 6 × 256 KB | 9 MB | U630 (?) | 350–1100 MHz | 35 W | LGA 1151 | DMI 3.0 | 2019 | - CM8068404404726                                                                        | $192 |

### Vi kiến trúc Comet Lake(Thế hệ thứ 10)

#### Comet Lake-S (14 nm)
| Điện năng tiêu chuẩn                 |                           |   |         |         |            |       |          |              |       |  |         |      |                                                                      |      |
| Core i5-10400                        | - SRH3C (G1) - SRH78 (Q0) | 6 | 2.9 GHz | 4.3 GHz | 6 × 256 KB | 12 MB | U630 (?) | 350-1100 MHz | 65 W  |  | DMI 3.0 | 2020 | - CM8070104290715 - CM8070104282718 - BX8070110400 - BXC8070110400   | $182 |
| Core i5-10400F                       | - SRH3D (G1) - SRH79 (Q0) | 6 | 2.9 GHz | 4.3 GHz | 6 × 256 KB | 12 MB | —        | —            | 65 W  |  | DMI 3.0 | 2020 | - CM8070104290716 - CM8070104282719 - BX8070110400F - BXC8070110400F | $157 |
| Core i5-10500                        | - SRH3A (G1)              | 6 | 3.1 GHz | 4.5 GHz | 6 × 256 KB | 12 MB | U630 (?) | 350-1150 MHz | 65 W  |  | DMI 3.0 | 2020 | - CM8070104290511 - BX8070110500 - BXC8070110500                     | $192 |
| Core i5-10600                        | - SRH37 (G1)              | 6 | 3.3 GHz | 4.8 GHz | 6 × 256 KB | 12 MB | U630 (?) | 350-1200 MHz | 65 W  |  | DMI 3.0 | 2020 | - CM8070104290312 - BX8070110600 - BXC8070110600                     | $213 |
| Core i5-10600K                       | - SRH6R (Q0)              | 6 | 4.1 GHz | 4.8 GHz | 6 × 256 KB | 12 MB | U630 (?) | 350-1200 MHz | 125 W |  | DMI 3.0 | 2020 | - CM8070104282134 - BX8070110600K - BXC8070110600K                   | $262 |
| Core i5-10600KF                      | - SRH6S (Q0)              | 6 | 4.1 GHz | 4.8 GHz | 6 × 256 KB | 12 MB | —        | —            | 125 W |  | DMI 3.0 | 2020 | - CM8070104282136 - BX8070110600KF - BXC8070110600KF                 | $237 |
| Điện năng tiêu chuẩn, máy tính nhúng |                           |   |         |         |            |       |          |              |       |  |         |      |                                                                      |      |
| Core i5-10500E                       | - SRH6C (G1) - SRJFL (Q0) | 6 | 3.1 GHz | 4.2 GHz | 6 × 256 KB | 12 MB | U630 (?) | 350-1150 MHz | 65 W  |  | DMI 3.0 | 2020 | - CM8070104422310 - CM8070104510607                                  | $195 |
| Điện năng thấp                       |                           |   |         |         |            |       |          |              |       |  |         |      |                                                                      |      |
| Core i5-10400T                       | - SRH3F (G1)              | 6 | 2 GHz   | 3.6 GHz | 6 × 256 KB | 12 MB | U630 (?) | 350-1100 MHz | 35 W  |  | DMI 3.0 | 2020 | - CM8070104290806                                                    | $182 |
| Core i5-10500T                       | - SRH3B (G1)              | 6 | 2.3 GHz | 3.8 GHz | 6 × 256 KB | 12 MB | U630 (?) | 350-1150 MHz | 35 W  |  | DMI 3.0 | 2020 | - CM8070104290606                                                    | $192 |
| Core i5-10600T                       | - SRH39 (G1)              | 6 | 2.4 GHz | 4.0 GHz | 6 × 256 KB | 12 MB | U630 (?) | 350-1200 MHz | 35 W  |  | DMI 3.0 | 2020 | - CM8070104290410                                                    | $213 |
| Điện năng thấp, máy tính nhúng       |                           |   |         |         |            |       |          |              |       |  |         |      |                                                                      |      |
| Core i5-10500TE                      | - SRH6D (G1)              | 6 | 2.3 GHz | 3.7 GHz | 6 × 256 KB | 12 MB | U630 (?) | 350-1150 MHz | 35 W  |  | DMI 3.0 | 2020 | - CM8070104422406                                                    | $195 |

## Bộ xử lý cho máy tính xách tay

### Vi kiến trúc Westmere(Thế hệ thứ nhất)

#### Arrandale(MCP, 32 nm)
- Tất cả các kiểu CPU đều hỗ trợ MMX, SSE, SSE2, SSE3, SSSE3, SSE4.1, SSE4.2, Công nghệ Intel SpeedStep nâng cao (EIST), Intel 64, XD bit (triển khai bit NX), Intel VT-x, Siêu phân luồng, Turbo Boost, Bộ nhớ đệm thông minh.
- Dòng i5-5xx (i5-520M, i5-520E, i5-540M, i5-560M, i5-580M, i5-520UM, i5-540UM, i5-560UM) hỗ trợ AES-NI, TXT và Intel VT-d.

FSB đã được thay thế bằng DMI.
Chứa GPU "Ironlake" 45 nm.
- Bóng bán dẫn: 382 triệu
- Kích thước khuôn: 81 mm²
- Bóng bán dẫn đồ họa: 177 triệu
- Kích thước khuôn đồ họa và bộ điều khiển bộ nhớ tích hợp: 114 mm²
- Core i5-520E có hỗ trợ bộ nhớ ECC và phân đôi cổng PCI express.

| Mã sản phẩm                          | Số sSpec                                            | Xung nhịp | Turbo | Xung nhịp GPU | Số nhân | L2 cache   | L3 cache | I/O bus | Mult. | Tốc độ Uncore | Bộ nhớ        | Voltage     | TDP  | Socket                 | Ngày ra mắt  | Số hiệu thành phần                                  | Giá ra mắt (USD) |
| ------------------------------------ | --------------------------------------------------- | --------- | ----- | ------------- | ------- | ---------- | -------- | ------- | ----- | ------------- | ------------- | ----------- | ---- | ---------------------- | ------------ | --------------------------------------------------- | ---------------- |
| Điện năng tiêu chuẩn                 |                                                     |           |       |               |         |            |          |         |       |               |               |             |      |                        |              |                                                     |                  |
| Core i5-430M                         | - SLBPM (C2) - SLBPN (C2)                           | 2.27 GHz  | 2/2   | 500–766 MHz   | 2       | 2 × 256 KB | 3 MB     | DMI     | 17×   |               | 2 × DDR3-1066 | 0.775–1.4 V | 35 W | - Socket G1 - BGA-1288 | 2010         | - CP80617004161AD - CN80617004161AD                 | OEM              |
| Core i5-450M                         | - SLBTZ (K0) - SLBTY (K0)                           | 2.4 GHz   | 2/2   | 500–766 MHz   | 2       | 2 × 256 KB | 3 MB     | DMI     | 18×   |               | 2 × DDR3-1066 | 0.775–1.4 V | 35 W | - Socket G1 - BGA-1288 | 2010         | - CP80617004119AI - CN80617004119AI                 | OEM              |
| Core i5-460M                         | - SLBZW (K0) - SLC22 (K0)                           | 2.53 GHz  | 2/2   | 500–766 MHz   | 2       | 2 × 256 KB | 3 MB     | DMI     | 19×   |               | 2 × DDR3-1066 | 0.775–1.4 V | 35 W | - Socket G1 - BGA-1288 | 2010         | - CP80617004116AI - CN80617004116AI                 | OEM              |
| Core i5-480M                         | - SLC27 (K0) - SLC26 (K0)                           | 2.67 GHz  | 2/2   | 500–766 MHz   | 2       | 2 × 256 KB | 3 MB     | DMI     | 20×   |               | 2 × DDR3-1066 | 0.775–1.4 V | 35 W | - Socket G1 - BGA-1288 | 2011         | - CP80617005487AC - CN80617005487AC                 | OEM              |
| Core i5-520M                         | - SLBNB (C2) - SLBU3 (K0) - SLBNA (C2) - SLBU4 (K0) | 2.4 GHz   | 2/4   | 500–766 MHz   | 2       | 2 × 256 KB | 3 MB     | DMI     | 18×   |               | 2 × DDR3-1066 | 0.775–1.4 V | 35 W | - Socket G1 - BGA-1288 | 2010         | - CP80617004119AE - CN80617004119AE - BX80617I5520M | $225             |
| Core i5-540M                         | - SLBPG (C2) - SLC2D (K0) - SLBPF (C2) - SLBTV (K0) | 2.53 GHz  | 2/4   | 500–766 MHz   | 2       | 2 × 256 KB | 3 MB     | DMI     | 19×   |               | 2 × DDR3-1066 | 0.775–1.4 V | 35 W | - Socket G1 - BGA-1288 | January 2010 | - CP80617004116AD - CN80617004116AD - BX80617I5540M | $257             |
| Core i5-560M                         | - SLBTS (K0) - SLBTT (K0)                           | 2.67 GHz  | 2/4   | 500–766 MHz   | 2       | 2 × 256 KB | 3 MB     | DMI     | 20×   |               | 2 × DDR3-1066 | 0.775–1.4 V | 35 W | - Socket G1 - BGA-1288 | 2010         | - CP80617005487AA - CP80617005487AA - BX80617I5560M | $225             |
| Core i5-580M                         | - SLC28 (K0) - SLC29 (K0)                           | 2.67 GHz  | 2/5   | 500–766 MHz   | 2       | 2 × 256 KB | 3 MB     | DMI     | 20×   |               | 2 × DDR3-1066 | 0.775–1.4 V | 35 W | - Socket G1 - BGA-1288 | 2010         | - CP80617005487AD - CN80617005487AD - BX80617I5580M | $266             |
| Điện năng tiêu chuẩn, hệ thống nhúng |                                                     |           |       |               |         |            |          |         |       |               |               |             |      |                        |              |                                                     |                  |
| Core i5-520E                         | - SLBP6 (C2) - SLBXK (K0)                           | 2.4 GHz   | 2/4   | 500–766 MHz   | 2       | 2 × 256 KB | 3 MB     | DMI     | 18×   |               | 2 × DDR3-1066 | 0.775–1.4 V | 35 W | BGA-1288               | 2010         | - CN80617004461AB                                   | OEM              |
| Siêu tiết kiệm điện                  |                                                     |           |       |               |         |            |          |         |       |               |               |             |      |                        |              |                                                     |                  |
| Core i5-430UM                        | - SLBVS (K0)                                        | 1.2 GHz   | 2/4   | 166–500 MHz   | 2       | 2 × 256 KB | 3 MB     | DMI     | 9×    |               | 2 × DDR3-800  | 0.725–1.4 V | 18 W | - BGA-1288             | 2010         | - CN80617006042AE                                   | OEM              |
| Core i5-470UM                        | - SLBXP (K0)                                        | 1.33 GHz  | 2/4   | 166–500 MHz   | 2       | 2 × 256 KB | 3 MB     | DMI     | 10×   |               | 2 × DDR3-800  | 0.725–1.4 V | 18 W | - BGA-1288             | 2010         | - CN80617005190AI                                   | OEM              |
| Core i5-520UM                        | - SLBQP (C2) - SLBSQ (K0)                           | 1.07 GHz  | 2/4   | 166–500 MHz   | 2       | 2 × 256 KB | 3 MB     | DMI     | 8×    |               | 2 × DDR3-800  | 0.725–1.4 V | 18 W | - BGA-1288             | 2010         | - CN80617005352AA                                   | $241             |
| Core i5-540UM                        | - SLBUJ (K0)                                        | 1.2 GHz   | 2/4   | 166–500 MHz   | 2       | 2 × 256 KB | 3 MB     | DMI     | 9×    |               | 2 × DDR3-800  | 0.725–1.4 V | 18 W | - BGA-1288             | 2010         | - CN80617006042AD                                   | $250             |
| Core i5-560UM                        | - SLBSN (K0)                                        | 1.33 GHz  | 2/4   | 166–500 MHz   | 2       | 2 × 256 KB | 3 MB     | DMI     | 10×   |               | 2 × DDR3-800  | 0.725–1.4 V | 18 W | - BGA-1288             | 2010         | - CN80617005190AH                                   | $250             |

### Vi kiến trúc Sandy Bridge(Thế hệ thứ 2)

#### Sandy Bridge (32 nm)
- Tất cả các kiểu CPU đều hỗ trợ MMX, SSE, SSE2, SSE3, SSSE3, SSE4.1, SSE4.2, AVX, Công nghệ Intel SpeedStep nâng cao (EIST), Intel 64, XD bit (triển khai bit NX), Intel VT-x, Hyper -threading, Turbo Boost, AES-NI, Smart Cache.
- Tất cả các kiểu máy ngoại trừ Core i5-24xxM đều hỗ trợ TXT và Intel VT-d.
- Core i5-2430M / i5-2435M và i5-2410M / i5-2415M có thể hỗ trợ AES-NI với bản cập nhật cấu hình bộ xử lý BIOS do OEM cung cấp cho máy tính xách tay.
- Core i5-2515E có hỗ trợ bộ nhớ ECC.
- Bóng bán dẫn: 624 triệu
- Kích thước khuôn: 149 mm²

| Điện năng tiêu chuẩn                 |                                                     |   |         |      |            |      |                  |              |      |                                               |         |         |                                                                         |      |
| Core i5-2410M                        | - SR04B (J1) - SR04G (J1)                           | 2 | 2.3 GHz | 3/6  | 2 × 256 KB | 3 MB | HD Graphics 3000 | 650–1200 MHz | 35 W | - Socket G2 - BGA-1023                        | DMI 2.0 | 2011    | - FF8062700845205 - AV8062700845406                                     | $225 |
| Core i5-2415M                        | - SR071 (J1)                                        | 2 | 2.3 GHz | 3/6  | 2 × 256 KB | 3 MB | HD Graphics 3000 | 650–1300 MHz | 35 W | - BGA-1023                                    | DMI 2.0 | Q1 2011 | - AV8062701085700                                                       | OEM  |
| Core i5-2430M                        | - SR04W (J1) - SR072 (J1)                           | 2 | 2.4 GHz | 3/6  | 2 × 256 KB | 3 MB | HD Graphics 3000 | 650–1200 MHz | 35 W | - Socket G2 - BGA-1023                        | DMI 2.0 | 2011    | - FF8062700995505 - AV8062701085800                                     | $225 |
| Core i5-2435M                        | - SR06Y (J1)                                        | 2 | 2.4 GHz | 3/6  | 2 × 256 KB | 3 MB | HD Graphics 3000 | 650–1300 MHz | 35 W | - BGA-1023                                    | DMI 2.0 | 2011    | - AV8062700995706                                                       | $225 |
| Core i5-2450M                        | - SR0CH (J1) - SR04Z (J1) - SR06Z (J1)              | 2 | 2.5 GHz | 3/6  | 2 × 256 KB | 3 MB | HD Graphics 3000 | 650–1300 MHz | 35 W | - Socket G2 - BGA-1023 - BGA-1023             | DMI 2.0 | 2012    | - FF8062700995606 - AV8062700995805 - AV8062700995806                   | $225 |
| Core i5-2520M                        | - SR048 (J1) - SR04A (J1)                           | 2 | 2.5 GHz | 5/7  | 2 × 256 KB | 3 MB | HD Graphics 3000 | 650–1300 MHz | 35 W | - Socket G2 - BGA-1023                        | DMI 2.0 | 2011    | - FF8062700840017 - AV8062700844214                                     | $225 |
| Core i5-2540M                        | - SR044 (J1) - SR049 (J1) - SR046 (J1) - SR042 (J1) | 2 | 2.6 GHz | 5/7  | 2 × 256 KB | 3 MB | HD Graphics 3000 | 650–1300 MHz | 35 W | - Socket G2 - Socket G2 - BGA-1023 - BGA-1023 | DMI 2.0 | 2011    | - FF8062700839209 - FF8062700840102 - AV8062700839411 - AV8062700844302 | $266 |
| Điện năng tiêu chuẩn, hệ thống nhúng |                                                     |   |         |      |            |      |                  |              |      |                                               |         |         |                                                                         |      |
| Core i5-2510E                        | - SR02U (D2)                                        | 2 | 2.5 GHz | 3/6  | 2 × 256 KB | 3 MB | HD Graphics 3000 | 650–1100 MHz | 35 W | - Socket G2                                   | DMI 2.0 | 2011    | - FF8062700853304                                                       | $266 |
| Core i5-2515E                        | - SR075 (D2)                                        | 2 | 2.5 GHz | 3/6  | 2 × 256 KB | 3 MB | HD Graphics 3000 | 650–1100 MHz | 35 W | - BGA-1023                                    | DMI 2.0 | 2011    | - AV8062700853208                                                       | $266 |
| Siêu tiết kiệm điện                  |                                                     |   |         |      |            |      |                  |              |      |                                               |         |         |                                                                         |      |
| Core i5-2467M                        | - SR0CT (J1) - SR0D4 (J1) - SR0D6 (J1)              | 2 | 1.6 GHz | 5/7  | 2 × 256 KB | 3 MB | HD Graphics 3000 | 350–1150 MHz | 17 W | - BGA-1023                                    | DMI 2.0 | 2011    | - AV8062701047504                                                       | $250 |
| Core i5-2537M                        | - SR03W (J1)                                        | 2 | 1.4 GHz | 6/9  | 2 × 256 KB | 3 MB | HD Graphics 3000 | 350–900 MHz  | 17 W | - BGA-1023                                    | DMI 2.0 | 2011    | - AV8062701047107                                                       | $250 |
| Core i5-2557M                        | - SR03X (J1) - SR0CS (J1)                           | 2 | 1.7 GHz | 7/10 | 2 × 256 KB | 3 MB | HD Graphics 3000 | 350–1200 MHz | 17 W | - BGA-1023 - BGA-1023                         | DMI 2.0 | 2011    | - AV8062701047202 - AV8062701047204                                     | $250 |

### Vi kiến trúc Ivy Bridge(Thế hệ thứ 3)

#### Ivy Bridge (22 nm)
| Điện năng tiêu chuẩn                 |                           |   |         |      |            |      |                  |              |      |                        |         |         |                                                      |      |
| Core i5-3210M                        | - SR0MZ (L1) - SR0N0 (L1) | 2 | 2.5 GHz | 4/6  | 2 × 256 KB | 3 MB | HD Graphics 4000 | 650–1100 MHz | 35 W | - Socket G2 - BGA-1023 | DMI 2.0 | 06/2012 | - AW8063801032301 - AV8063801032502                  | $225 |
| Core i5-3230M                        | - SR0WY (L1) - SR0WX (L1) | 2 | 2.6 GHz | 4/6  | 2 × 256 KB | 3 MB | HD Graphics 4000 | 650–1100 MHz | 35 W | - Socket G2 - BGA-1023 | DMI 2.0 | 2013    | - AW8063801208001 - AV8063801110901                  | $225 |
| Core i5-3320M                        | - SR0MX (L1) - SR0MY (L1) | 2 | 2.6 GHz | 5/7  | 2 × 256 KB | 3 MB | HD Graphics 4000 | 650–1200 MHz | 35 W | - Socket G2 - BGA-1023 | DMI 2.0 | 2012    | - AW8063801031700 - BX80638I53320M - AV8063801031900 | $225 |
| Core i5-3340M                        | - SR0XA (L1) - SR0XB (L1) | 2 | 2.7 GHz | 5/7  | 2 × 256 KB | 3 MB | HD Graphics 4000 | 650–1250 MHz | 35 W | - Socket G2 - BGA-1023 | DMI 2.0 | 2013    | - AW8063801110300 - BX80638I53340M - AV8063801110700 | $225 |
| Core i5-3360M                        | - SR0MV (L1) - SR0MW (L1) | 2 | 2.8 GHz | 5/7  | 2 × 256 KB | 3 MB | HD Graphics 4000 | 650–1200 MHz | 35 W | - Socket G2 - BGA-1023 | DMI 2.0 | 2012    | - AW8063801031002 - BX80638I53360M - AV8063801031102 | $266 |
| Core i5-3380M                        | - SR0X7 (L1) - SR0X9 (L1) | 2 | 2.9 GHz | 5/7  | 2 × 256 KB | 3 MB | HD Graphics 4000 | 650–1250 MHz | 35 W | - Socket G2 - BGA-1023 | DMI 2.0 | 2013    | - AW8063801109500 - BX80638I53380M - AV8063801110100 | $266 |
| Điện năng tiêu chuẩn, hệ thống nhúng |                           |   |         |      |            |      |                  |              |      |                        |         |         |                                                      |      |
| Core i5-3610ME                       | - SR0QJ (L1) - SR0QK (L1) | 2 | 2.7 GHz | 4/6  | 2 × 256 KB | 3 MB | HD Graphics 4000 | 650–950 MHz  | 35 W | - Socket G2 - BGA-1023 | DMI 2.0 | 2012    | - AW8063801115901 - AV8063801116102                  | $276 |
| Điện năng thấp                       |                           |   |         |      |            |      |                  |              |      |                        |         |         |                                                      |      |
| Core i5-3317U                        | - SR0N8 (L1)              | 2 | 1.7 GHz | 7/9  | 2 × 256 KB | 3 MB | HD Graphics 4000 | 350–1050 MHz | 17 W | - BGA-1023             | DMI 2.0 | 06/2012 | - AV8063801058002                                    | $225 |
| Core i5-3337U                        | - SR0XL (L1)              | 2 | 1.8 GHz | 7/9  | 2 × 256 KB | 3 MB | HD Graphics 4000 | 350–1100 MHz | 17 W | - BGA-1023             | DMI 2.0 | 2013    | - AV8063801129900                                    | $225 |
| Core i5-3427U                        | - SR0N7 (L1)              | 2 | 1.8 GHz | 8/10 | 2 × 256 KB | 3 MB | HD Graphics 4000 | 350–1150 MHz | 17 W | - BGA-1023             | DMI 2.0 | 2012    | - AV8063801057801                                    | $225 |
| Core i5-3437U                        | - SR0XE (L1)              | 2 | 1.9 GHz | 8/10 | 2 × 256 KB | 3 MB | HD Graphics 4000 | 650–1200 MHz | 17 W | - BGA-1023             | DMI 2.0 | 2013    | - AV8063801119300                                    | $225 |
| Siêu tiết kiệm điện                  |                           |   |         |      |            |      |                  |              |      |                        |         |         |                                                      |      |
| Core i5-3339Y                        | - SR12S (L1)              | 2 | 1.5 GHz | 3/5  | 2 × 256 KB | 3 MB | HD Graphics 4000 | 350–850 MHz  | 13 W | - BGA-1023             | DMI 2.0 | 2013    | - AV8063801433100                                    | $250 |
| Core i5-3439Y                        | - SR12Q (L1)              | 2 | 1.5 GHz | 6/8  | 2 × 256 KB | 3 MB | HD Graphics 4000 | 350–850 MHz  | 13 W | - BGA-1023             | DMI 2.0 | 2013    | - AV8063801378103                                    | $250 |

### Vi kiến trúc Haswell(Thế hệ thứ 4)

#### Haswell-MB (lõi kép, 22 nm)
- Tất cả các CPU đều hỗ trợ MMX, SSE, SSE2, SSE3, SSSE3, SSE4.1, SSE4.2, AVX, AVX2, FMA3, Công nghệ Intel SpeedStep nâng cao (EIST), Intel 64, XD bit (triển khai bit NX), Intel VT -x, Siêu phân luồng, Turbo Boost, AES-NI, Intel TSX-NI, Bộ nhớ đệm thông minh.
- Core i5-4300M và cao hơn cũng hỗ trợ Intel VT-d, Intel vPro, Intel TXT
- Bóng bán dẫn: 1,3 tỷ
- Kích thước khuôn: 181 mm²

| Mã sản phẩm   | Số sSpec     | Số nhân | Xung nhịp | Turbo | L2 cache   | L3 cache | Loại GPU         | Xung nhịp GPU | TDP  | Socket    | I/O bus | Ngày ra mắt | Số hiệu thành phần | Giá ra mắt (USD) |
| ------------- | ------------ | ------- | --------- | ----- | ---------- | -------- | ---------------- | ------------- | ---- | --------- | ------- | ----------- | ------------------ | ---------------- |
| Core i5-4200M | - SR1HA (C0) | 2       | 2.5 GHz   | 5/6   | 2 × 256 KB | 3 MB     | HD Graphics 4600 | 400–1150 MHz  | 37 W | Socket G3 | DMI 2.0 | 09/2013     | - CW8064701486606  | $225             |
| Core i5-4210M | - SR1L4 (C0) | 2       | 2.6 GHz   | 5/6   | 2 × 256 KB | 3 MB     | HD Graphics 4600 | 400–1150 MHz  | 37 W | Socket G3 | DMI 2.0 | 04/2014     | - CW8064701486601  | $225             |
| Core i5-4300M | - SR1H9 (C0) | 2       | 2.6 GHz   | 6/7   | 2 × 256 KB | 3 MB     | HD Graphics 4600 | 400–1250 MHz  | 37 W | Socket G3 | DMI 2.0 | 2013        | - CW8064701486506  | $225             |
| Core i5-4310M | - SR1L2 (C0) | 2       | 2.7 GHz   | 6/7   | 2 × 256 KB | 3 MB     | HD Graphics 4600 | 400–1250 MHz  | 37 W | Socket G3 | DMI 2.0 | 2014        | - CW8064701486501  | $225             |
| Core i5-4330M | - SR1H8 (C0) | 2       | 2.8 GHz   | 6/7   | 2 × 256 KB | 3 MB     | HD Graphics 4600 | 400–1250 MHz  | 37 W | Socket G3 | DMI 2.0 | 2013        | - CW8064701486406  | $266             |
| Core i5-4340M | - SR1L0 (C0) | 2       | 2.9 GHz   | 6/7   | 2 × 256 KB | 3 MB     | HD Graphics 4600 | 400–1250 MHz  | 37 W | Socket G3 | DMI 2.0 | 2014        | - CW8064701486401  | $266             |

#### Haswell-ULT (SiP, lõi kép, 22 nm)
Tất cả các CPU đều hỗ trợ: MMX, SSE, SSE2, SSE3, SSSE3, SSE4.1, SSE4.2, AVX, AVX2, FMA3, Công nghệ Intel SpeedStep nâng cao (EIST), Intel 64, XD bit (triển khai bit NX), Intel VT -x, Siêu phân luồng, Turbo Boost, AES-NI, Bộ nhớ đệm thông minh.
Các mẫu i5-4250U trở lên hỗ trợ Intel VT-d
Core i5-43x0U cũng hỗ trợ Intel vPro, Intel TXT
Bóng bán dẫn: 1,3 tỷ
Kích thước khuôn: 181 mm²
| Điện năng tiêu chuẩn |              |   |         |       |            |      |                    |              |      |          |         |            |                   |      |
| Core i5-4258U        | - SR18A (C0) | 2 | 2.4 GHz | 3/5   | 2 × 256 KB | 3 MB | Iris Graphics 5100 | 200–1100 MHz | 28 W | BGA-1168 | DMI 2.0 | 2013       | - CL8064701481503 | $342 |
| Core i5-4278U        | - SR1ZV (C0) | 2 | 2.6 GHz | 3/5   | 2 × 256 KB | 3 MB | Iris Graphics 5100 | 200–1100 MHz | 28 W | BGA-1168 | DMI 2.0 | 2014       | - CL8064701954800 | $315 |
| Core i5-4288U        | - SR189 (C0) | 2 | 2.6 GHz | 3/5   | 2 × 256 KB | 3 MB | Iris Graphics 5100 | 200–1200 MHz | 28 W | BGA-1168 | DMI 2.0 | 2013       | - CL8064701481403 | $342 |
| Core i5-4308U        | - SR1ZU (C0) | 2 | 2.8 GHz | 3/5   | 2 × 256 KB | 3 MB | Iris Graphics 5100 | 200–1200 MHz | 28 W | BGA-1168 | DMI 2.0 | 2014       | - CL8064701954700 | $315 |
| Điện năng thấp       |              |   |         |       |            |      |                    |              |      |          |         |            |                   |      |
| Core i5-4200U        | - SR170 (C0) | 2 | 1.6 GHz | 7/10  | 2 × 256 KB | 3 MB | HD Graphics 4400   | 200–1000 MHz | 15 W | BGA-1168 | DMI 2.0 | 2013       | - CL8064701477702 | $287 |
| Core i5-4210U        | - SR1EF (D0) | 2 | 1.7 GHz | 7/10  | 2 × 256 KB | 3 MB | HD Graphics 4400   | 200–1000 MHz | 15 W | BGA-1168 | DMI 2.0 | 2014       | - CL8064701477802 | $281 |
| Core i5-4250U        | - SR16M (C0) | 2 | 1.3 GHz | 10/13 | 2 × 256 KB | 3 MB | HD Graphics 5000   | 200–1000 MHz | 15 W | BGA-1168 | DMI 2.0 | 2013       | - CL8064701463101 | $342 |
| Core i5-4260U        | - SR16T (C0) | 2 | 1.4 GHz | 10/13 | 2 × 256 KB | 3 MB | HD Graphics 5000   | 200–1000 MHz | 15 W | BGA-1168 | DMI 2.0 | April 2014 | - CL8064701476801 | $315 |
| Core i5-4300U        | - SR1ED (D0) | 2 | 1.9 GHz | 7/10  | 2 × 256 KB | 3 MB | HD Graphics 4400   | 200–1100 MHz | 15 W | BGA-1168 | DMI 2.0 | 2013       | - CL8064701477400 | $287 |
| Core i5-4310U        | - SR1EE (D0) | 2 | 2 GHz   | 7/10  | 2 × 256 KB | 3 MB | HD Graphics 4400   | 200–1100 MHz | 15 W | BGA-1168 | DMI 2.0 | 2014       | - CL8064701477600 | $281 |
| Core i5-4350U        | - SR16L (C0) | 2 | 1.4 GHz | 12/15 | 2 × 256 KB | 3 MB | HD Graphics 5000   | 200–1100 MHz | 15 W | BGA-1168 | DMI 2.0 | 2013       | - CL8064701463001 | $342 |
| Core i5-4360U        | - SR16S (C0) | 2 | 1.5 GHz | 12/15 | 2 × 256 KB | 3 MB | HD Graphics 5000   | 200–1100 MHz | 15 W | BGA-1168 | DMI 2.0 | 2014       | - CL8064701476701 | $315 |

#### Haswell-ULX (SiP, lõi kép, 22 nm)
- Tất cả các kiểu CPU đều hỗ trợ: MMX, SSE, SSE2, SSE3, SSSE3, SSE4.1, SSE4.2, AVX, AVX2, FMA3, Công nghệ Intel SpeedStep nâng cao (EIST), Intel 64, XD bit (triển khai bit NX), Intel VT -x, Siêu phân luồng, Turbo Boost, AES-NI, Bộ nhớ đệm thông minh.
- Core i5-4300Y trở lên cũng hỗ trợ Intel VT-d, Intel TSX-NI, Intel vPro, Intel TXT
- Bóng bán dẫn: 1,3 tỷ
- Kích thước khuôn: 181 mm²

| Mã sản phẩm   | Số sSpec     | Số nhân | Xung nhịp | Turbo | L2 cache   | L3 cache | Loại GPU         | Xung nhịp GPU | TDP    | Socket   | I/O bus | Ngày ra mắt | Số hiệu thành phần | Giá ra mắt (USD) |
| ------------- | ------------ | ------- | --------- | ----- | ---------- | -------- | ---------------- | ------------- | ------ | -------- | ------- | ----------- | ------------------ | ---------------- |
| Core i5-4200Y | - SR18T (C0) | 2       | 1.4 GHz   | 2/5   | 2 × 256 KB | 3 MB     | HD Graphics 4200 | 200–850 MHz   | 11.5 W | BGA-1168 | DMI 2.0 | 2013        | - CL8064701557900  | $304             |
| Core i5-4202Y | - SR190 (D0) | 2       | 1.6 GHz   | 2/4   | 2 × 256 KB | 3 MB     | HD Graphics 4200 | 200–850 MHz   | 11.5 W | BGA-1168 | DMI 2.0 | 2013        | - CL8064701558401  |                  |
| Core i5-4210Y | - SR191 (D0) | 2       | 1.5 GHz   | 2/4   | 2 × 256 KB | 3 MB     | HD Graphics 4200 | 200–850 MHz   | 11.5 W | BGA-1168 | DMI 2.0 | 09/2013     | - CL8064701558501  | $304             |
| Core i5-4220Y | - SR1DB (D0) | 2       | 1.6 GHz   | 2/4   | 2 × 256 KB | 3 MB     | HD Graphics 4200 | 200–850 MHz   | 11.5 W | BGA-1168 | DMI 2.0 | 04/2014     | - CL8064701570400  | $281             |
| Core i5-4300Y | - SR192 (D0) | 2       | 1.6 GHz   | 4/7   | 2 × 256 KB | 3 MB     | HD Graphics 4200 | 200–850 MHz   | 11.5 W | BGA-1168 | DMI 2.0 | 2013        | - CL8064701558601  | $304             |
| Core i5-4302Y | - SR19B (D0) | 2       | 1.6 GHz   | 4/7   | 2 × 256 KB | 3 MB     | HD Graphics 4200 | 200–850 MHz   | 11.5 W | BGA-1168 | DMI 2.0 | 2013        | - CL8064701564001  |                  |

#### Haswell-H (lõi kép, 22 nm)
- Tất cả các kiểu CPU đều hỗ trợ: MMX, SSE, SSE2, SSE3, SSSE3, SSE4.1, SSE4.2, AVX, AVX2, FMA3, Công nghệ Intel SpeedStep nâng cao (EIST), Intel 64, XD bit (triển khai bit NX), Intel VT -x, Intel VT-d, Siêu phân luồng, Turbo Boost (ngoại trừ i5-4402EC và i5-4410E)
- Kích thước khuôn: 181 mm².
- Các kiểu CPU nhúng hỗ trợ Intel vPro, bộ nhớ ECC.

| Điện năng tiêu chuẩn        |              |   |         |      |            |      |                  |              |      |          |         |      |                   |      |
| Core i5-4200H               | - SR15G (C0) | 2 | 2.8 GHz | 5/6  | 2 × 256 KB | 3 MB | HD Graphics 4600 | 400–1150 MHz | 47 W | BGA-1364 | DMI 2.0 | 2013 | - CL8064701470601 | $257 |
| Core i5-4210H               | - SR1Q0 (C0) | 2 | 2.9 GHz | 5/6  | 2 × 256 KB | 3 MB | HD Graphics 4600 | 400–1150 MHz | 47 W | BGA-1364 | DMI 2.0 | 2014 | - CL8064701473003 |      |
| Điện năng tiêu chuẩn, nhúng |              |   |         |      |            |      |                  |              |      |          |         |      |                   |      |
| Core i5-4400E               | - SR17M (C0) | 2 | 2.7 GHz | 5/6  | 2 × 256 KB | 3 MB | HD Graphics 4600 | 400–1000 MHz | 37 W | BGA-1364 | DMI 2.0 | 2013 | - CL8064701483902 | $266 |
| Core i5-4410E               | - SR1T4 (C0) | 2 | 2.9 GHz | —    | 2 × 256 KB | 3 MB | HD Graphics 4600 | 400–1000 MHz | 37 W | BGA-1364 | DMI 2.0 | 2014 | - CL8064701589205 | $266 |
| Điện năng thấp, nhúng       |              |   |         |      |            |      |                  |              |      |          |         |      |                   |      |
| Core i5-4402E               | - SR17Q (C0) | 2 | 1.6 GHz | ?/11 | 2 × 256 KB | 3 MB | HD Graphics 4600 | 400–900 MHz  | 25 W | BGA-1364 | DMI 2.0 | 2013 | - CL8064701528501 | $266 |
| Core i5-4402EC              | - SR1W1 (C0) | 2 | 2.5 GHz | —    | 2 × 256 KB | 4 MB | —                | —            | 27 W | BGA-1364 | DMI 2.0 | 2014 | - CL8064701830200 | $324 |
| Core i5-4422E               | - SR1T1 (C0) | 2 | 1.8 GHz | ?/11 | 2 × 256 KB | 3 MB | HD Graphics 4600 | 400–900 MHz  | 25 W | BGA-1364 | DMI 2.0 | 2014 | - CL8064701588605 | $266 |

### Vi kiến trúc Broadwell(Thế hệ thứ 5)

#### Broadwell-H (lõi kép, 14 nm)
| Mã sản phẩm   | Số sSpec     | Số nhân | Xung nhịp | Turbo   | L2 cache   | L3 cache | Loại GPU               | Xung nhịp GPU | TDP  | Socket   | I/O bus | Ngày ra mắt | Số hiệu thành phần | Giá ra mắt (USD) |
| ------------- | ------------ | ------- | --------- | ------- | ---------- | -------- | ---------------------- | ------------- | ---- | -------- | ------- | ----------- | ------------------ | ---------------- |
| Core i5-5350H | - SR2BK (G0) | 2       | 3.1 GHz   | 3.5 GHz | 2 × 256 KB | 4 MB     | Iris Pro Graphics 6200 | 300–1050 MHz  | 47 W | BGA-1364 | DMI 2.0 | 06/2015     | - FH8065802491703  | $289             |

#### Broadwell-U (lõi kép, 14 nm)
- Tất cả các kiểu CPU đều hỗ trợ: MMX, SSE, SSE2, SSE3, SSSE3, SSE4.1, SSE4.2, AVX, AVX2, FMA3, Công nghệ Intel SpeedStep nâng cao (EIST), Intel 64, XD bit (triển khai bit NX), Intel VT -x, Intel VT-d, Siêu phân luồng, Turbo Boost, AES-NI, Bộ nhớ đệm thông minh và TDP có thể định cấu hình (cTDP) giảm
- Core i5-5300U trở lên cũng hỗ trợ Intel vPro, Intel TXT và Intel TSX-NI
- Bóng bán dẫn: 1,3-1,9 tỷ [9]
- Kích thước khuôn: 82–133  mm² [9]

| Điện năng tiêu chuẩn |              |   |         |      |            |      |                    |              |      |          |         |      |                   |      |
| Core i5-5257U        | - SR26K (F0) | 2 | 2.7 GHz | 4/4  | 2 × 256 KB | 3 MB | Iris Graphics 6100 | 300–1050 MHz | 28 W | BGA-1168 | DMI 2.0 | 2015 | - FH8065802064111 | $315 |
| Core i5-5287U        | - SR26H (F0) | 2 | 2.9 GHz | 4/4  | 2 × 256 KB | 3 MB | Iris Graphics 6100 | 300–1100 MHz | 28 W | BGA-1168 | DMI 2.0 | 2015 | - FH8065802064011 | $315 |
| Điện năng thấp       |              |   |         |      |            |      |                    |              |      |          |         |      |                   |      |
| Core i5-5200U        | - SR23Y (F0) | 2 | 2.2 GHz | 3/5  | 2 × 256 KB | 3 MB | HD Graphics 5500   | 300–900 MHz  | 15 W | BGA-1168 | DMI 2.0 | 2015 | - FH8065801620204 | $281 |
| Core i5-5250U        | - SR26C (F0) | 2 | 1.6 GHz | 9/11 | 2 × 256 KB | 3 MB | HD Graphics 6000   | 300–1000 MHz | 15 W | BGA-1168 | DMI 2.0 | 2015 | - FH8065802063410 | $315 |
| Core i5-5300U        | - SR23X (F0) | 2 | 2.3 GHz | 4/6  | 2 × 256 KB | 3 MB | HD Graphics 5500   | 300–900 MHz  | 15 W | BGA-1168 | DMI 2.0 | 2015 | - FH8065801620104 | $281 |
| Core i5-5350U        | - SR268 (F0) | 2 | 1.8 GHz | 9/11 | 2 × 256 KB | 3 MB | HD Graphics 6000   | 300–1000 MHz | 15 W | BGA-1168 | DMI 2.0 | 2015 | - FH8065802063212 | $315 |

### Vi kiến trúc Skylake(Thế hệ thứ 6)

#### Skylake-H (lõi tứ, 14 nm)
- Tất cả các kiểu CPU đều hỗ trợ: MMX, SSE, SSE2, SSE3, SSSE3, SSE4.1, SSE4.2, AVX, AVX2, FMA3, Công nghệ Intel SpeedStep nâng cao (EIST), Intel 64, XD bit (triển khai bit NX), Intel VT -x, Intel VT-d, Turbo Boost, AES-NI, Bộ nhớ đệm thông minh, Intel TSX-NI. Các mô hình không nhúng cũng hỗ trợ TDP (cTDP) có thể định cấu hình.  Core i5-6440HQ cũng hỗ trợ Intel TXT.  Các mô hình nhúng cũng hỗ trợ Intel vPro, Intel TXT.  Core i5-6440EQ hỗ trợ bộ nhớ ECC.

| Điện năng tiêu chuẩn        |              |   |         |         |            |      |                       |              |      |          |         |      |                   |      |
| Core i5-6300HQ              | - SR2FP (R0) | 4 | 2.3 GHz | 5/7/7/9 | 4 × 256 KB | 6 MB | HD Graphics 530       | 350–950 MHz  | 45 W | BGA 1440 | DMI 3.0 | 2015 | - CL8066202194632 | $250 |
| Core i5-6350HQ              | - SR2QZ (N0) | 4 | 2.3 GHz | 5/7/7/9 | 4 × 256 KB | 6 MB | Iris Pro Graphics 580 | 350–900 MHz  | 45 W | BGA 1440 | DMI 3.0 | 2016 | - JQ8066202195125 | $306 |
| Core i5-6440HQ              | - SR2FS (R0) | 4 | 2.6 GHz | 5/7/7/9 | 4 × 256 KB | 6 MB | HD Graphics 530       | 350–950 MHz  | 45 W | BGA 1440 | DMI 3.0 | 2015 | - CL8066202194729 | $250 |
| Điện năng tiêu chuẩn, nhúng |              |   |         |         |            |      |                       |              |      |          |         |      |                   |      |
| Core i5-6440EQ              | - SR2DU (R0) | 4 | 2.7 GHz | ?/?/?/7 | 4 × 256 KB | 6 MB | HD Graphics 530       | 350–1000 MHz | 45 W | BGA 1440 | DMI 3.0 | 2015 | - CL8066201939503 | $250 |
| Điện năng thấp, nhúng       |              |   |         |         |            |      |                       |              |      |          |         |      |                   |      |
| Core i5-6442EQ              | - SR2DY (R0) | 4 | 1.9 GHz | ?/?/?/8 | 4 × 256 KB | 6 MB | HD Graphics 530       | 350–950 MHz  | 25 W | BGA 1440 | DMI 3.0 | 2015 | - CL8066202400005 | $250 |

#### Skylake-U (lõi kép, 14 nm)
- Tất cả các kiểu CPU đều hỗ trợ: MMX, SSE, SSE2, SSE3, SSSE3, SSE4.1, SSE4.2, AVX, AVX2, FMA3, Công nghệ Intel SpeedStep nâng cao (EIST), Intel 64, XD bit (triển khai bit NX), Intel VT -x, Intel VT-d, Turbo Boost, Hyper-threading, AES-NI, Smart Cache và TDP có thể định cấu hình (cTDP) giảm Core i5-6300U trở lên cũng hỗ trợ Intel vPro, Intel TXT và Intel TSX-NI.

| Điện năng tiêu chuẩn |              |   |         |      |            |      |                   |              |      |          |         |      |                   |      |
| Core i5-6267U        | - SR2JK (K1) | 2 | 2.9 GHz | 2/4  | 2 × 256 KB | 4 MB | Iris Graphics 550 | 300–1050 MHz | 28 W | BGA 1356 | DMI 3.0 | 2015 | - FJ8066202499002 | $304 |
| Core i5-6287U        | - SR2JJ (K1) | 2 | 3.1 GHz | 2/4  | 2 × 256 KB | 4 MB | Iris Graphics 550 | 300–1100 MHz | 28 W | BGA 1356 | DMI 3.0 | 2015 | - FJ8066202499001 | $304 |
| Điện năng thấp       |              |   |         |      |            |      |                   |              |      |          |         |      |                   |      |
| Core i5-6198DU       | - SR2NR (D1) | 2 | 2.3 GHz | 4/5  | 2 × 256 KB | 3 MB | HD Graphics 510   | 300–1000 MHz | 15 W | BGA 1356 | DMI 3.0 | 2015 | - FJ8066201930412 | $281 |
| Core i5-6200U        | - SR2EY (D1) | 2 | 2.3 GHz | 4/5  | 2 × 256 KB | 3 MB | HD Graphics 520   | 300–1000 MHz | 15 W | BGA 1356 | DMI 3.0 | 2015 | - FJ8066201930409 | $281 |
| Core i5-6260U        | - SR2JC (K1) | 2 | 1.8 GHz | 9/11 | 2 × 256 KB | 4 MB | Iris Graphics 540 | 300–950 MHz  | 15 W | BGA 1356 | DMI 3.0 | 2015 | - FJ8066202496511 | $304 |
| Core i5-6300U        | - SR2F0 (D1) | 2 | 2.4 GHz | 5/6  | 2 × 256 KB | 3 MB | HD Graphics 520   | 300–1000 MHz | 15 W | BGA 1356 | DMI 3.0 | 2015 | - FJ8066201924931 | $281 |
| Core i5-6360U        | - SR2JM (K1) | 2 | 2 GHz   | 9/11 | 2 × 256 KB | 4 MB | Iris Graphics 540 | 300–1000 MHz | 15 W | BGA 1356 | DMI 3.0 | 2015 | - FJ8066202499208 | $304 |

### Vi kiến trúc Kaby Lake(Thế hệ thứ 7, thế hệ thứ 8)

#### Kaby Lake-H (quad-core, 14 nm)
- Tất cả các CPU đều hỗ trợ MMX, SSE, SSE2, SSE3, SSSE3, SSE4.1, SSE4.2, AVX, AVX2, FMA3, SGX, MPX, Công nghệ Intel SpeedStep nâng cao (EIST), Intel 64, XD bit (triển khai bit NX), Intel VT-x, Intel VT-d, AES-NI, Intel TSX-NI, Bộ nhớ đệm thông minh, TDP có thể định cấu hình (cTDP) giảm xuống. i5-7400 trở lên cũng hỗ trợ Intel vPro, Intel TXT.  Các mô hình nhúng hỗ trợ bộ nhớ ECC.

| Điện năng tiêu chuẩn        |              |   |         |         |            |      |         |              |      |          |         |      |                   |      |
| Core i5-7300HQ              | - SR32S (B0) | 4 | 2.5 GHz | 3.5 GHz | 4 × 256 KB | 6 MB | 630 (?) | 350–1000 MHz | 45 W | BGA 1440 | DMI 3.0 | 2017 | - CL8067702870309 | $250 |
| Core i5-7440HQ              | - SR32R (B0) | 4 | 2.8 GHz | 3.8 GHz | 4 × 256 KB | 6 MB | 630 (?) | 350–1000 MHz | 45 W | BGA 1440 | DMI 3.0 | 2017 | - CL8067702870214 | $250 |
| Điện năng tiêu chuẩn, nhúng |              |   |         |         |            |      |         |              |      |          |         |      |                   |      |
| Core i5-7440EQ              | - SR34T (B0) | 4 | 2.9 GHz | 3.6 GHz | 4 × 256 KB | 6 MB | 630 (?) | 350–1000 MHz | 45 W | BGA 1440 | DMI 3.0 | 2017 | - CL8067702998810 | $250 |
| Điện năng thấp, nhúng       |              |   |         |         |            |      |         |              |      |          |         |      |                   |      |
| Core i5-7442EQ              | - SR34U (B0) | 4 | 2.1 GHz | 2.9 GHz | 4 × 256 KB | 6 MB | 630 (?) | 350–1000 MHz | 25 W | BGA 1440 | DMI 3.0 | 2017 | - CL8067702998909 | $250 |

#### Kaby Lake-U (lõi kép, 14 nm)
| Điện năng tiêu chuẩn |                           |   |         |       |            |      |         |              |      |          |         |      |                   |      |
| Core i5-7267U        | - SR362 (J1)              | 2 | 3.1 GHz | 4/4   | 2 × 256 KB | 4 MB | 650 (?) | 300–1050 MHz | 28 W | BGA 1356 | DMI 3.0 | 2017 |                   | $304 |
| Core i5-7287U        | - SR360 (J1)              | 2 | 3.3 GHz | 4/4   | 2 × 256 KB | 4 MB | 650 (?) | 300–1100 MHz | 28 W | BGA 1356 | DMI 3.0 | 2017 |                   | $304 |
| Điện năng thấp       |                           |   |         |       |            |      |         |              |      |          |         |      |                   |      |
| Core i5-7200U        | - SR2ZU (H0) - SR342 (H0) | 2 | 2.5 GHz | 6/6   | 2 × 256 KB | 3 MB | 620 (?) | 300–1000 MHz | 15 W | BGA 1356 | DMI 3.0 | 2016 | - FJ8067702739739 | $281 |
| Core i5-7260U        | - SR363 (J1)              | 2 | 2.2 GHz | 12/12 | 2 × 256 KB | 4 MB | 640 (?) | 300–950 MHz  | 15 W | BGA 1356 | DMI 3.0 | 2017 | - FH8067703037209 | $304 |
| Core i5-7300U        | - SR340 (H0)              | 2 | 2.6 GHz | 9/9   | 2 × 256 KB | 3 MB | 620 (?) | 300–1100 MHz | 15 W | BGA 1356 | DMI 3.0 | 2017 | - FJ8067702739633 | $281 |
| Core i5-7360U        | - SR365 (J1)              | 2 | 2.3 GHz | 13/13 | 2 × 256 KB | 4 MB | 640 (?) | 300–1000 MHz | 15 W | BGA 1356 | DMI 3.0 | 2017 | - FH8067703037109 | $304 |

#### Kaby Lake-Y (lõi kép, 14 nm)
| Mã sản phẩm  | Số sSpec                  | Số nhân | Xung nhịp | Turbo | L2 cache   | L3 cache | Loại GPU | Xung nhịp GPU | TDP   | Socket   | I/O bus | Ngày ra mắt | Số hiệu thành phần | Giá ra mắt (USD) |
| ------------ | ------------------------- | ------- | --------- | ----- | ---------- | -------- | -------- | ------------- | ----- | -------- | ------- | ----------- | ------------------ | ---------------- |
| Core i5-7Y54 | - SR2ZX (H0) - SR345 (H0) | 2       | 1.2 GHz   | 16/20 | 2 × 256 KB | 4 MB     | 615 (?)  | 300–950 MHz   | 4.5 W | BGA 1515 | DMI 3.0 | 2016        | - HE8067702739826  | $281             |
| Core i5-7Y57 | - SR33Y (H0)              | 2       | 1.2 GHz   | 17/21 | 2 × 256 KB | 4 MB     | 615 (?)  | 300–950 MHz   | 4.5 W | BGA 1515 | DMI 3.0 | 2017        | - HE8067702739527  | $281             |

#### Kaby Lake Refresh (lõi tứ, 14 nm)
| Mã sản phẩm   | Số sSpec     | Số nhân | Xung nhịp | Turbo       | L2 cache   | L3 cache | Loại GPU | Xung nhịp GPU | TDP  | Socket   | I/O bus | Ngày ra mắt | Số hiệu thành phần | Giá ra mắt (USD) |
| ------------- | ------------ | ------- | --------- | ----------- | ---------- | -------- | -------- | ------------- | ---- | -------- | ------- | ----------- | ------------------ | ---------------- |
| Core i5-8250U | - SR3LA (Y0) | 4       | 1.6 GHz   | 18/18/18/18 | 4 × 256 KB | 6 MB     | U620 (?) | 300–1100 MHz  | 15 W | BGA 1356 | DMI 3.0 | 2017        | - FJ8067703282221  | $297             |
| Core i5-8350U | - SR3L9 (Y0) | 4       | 1.7 GHz   | 19/19/19/19 | 4 × 256 KB | 6 MB     | U620 (?) | 300–1100 MHz  | 15 W | BGA 1356 | DMI 3.0 | 2017        | - FJ8067703282016  | $297             |

#### Kaby Lake-G (lõi tứ, 14 nm)
| Mã sản phẩm   | Số sSpec                  | Số nhân | Xung nhịp | Turbo   | L2 cache   | L3 cache | Loại GPU      | Xung nhịp GPU             | TDP  | Socket | I/O bus | Ngày ra mắt | Số hiệu thành phần                  | Giá ra mắt (USD) |
| ------------- | ------------------------- | ------- | --------- | ------- | ---------- | -------- | ------------- | ------------------------- | ---- | ------ | ------- | ----------- | ----------------------------------- | ---------------- |
| Core i5-8305G | - SR3RM (B0) - SRD0X (B0) | 4       | 2.8 GHz   | 3.8 GHz | 4 × 256 KB | 6 MB     | 630Vega20 (?) | 350–1000 MHz 931–1011 MHz | 65 W |        | DMI 3.0 | 2018        | - FH8067703417714 - FH8067703417715 | $                |

#### Amber Lake-Y (lõi kép, 14 nm)
| Mã sản phẩm   | Số sSpec     | Số nhân | Xung nhịp | Turbo   | L2 cache   | L3 cache | Loại GPU             | Xung nhịp GPU | TDP | Socket   | I/O bus | Ngày ra mắt | Số hiệu thành phần | Giá ra mắt (USD) |
| ------------- | ------------ | ------- | --------- | ------- | ---------- | -------- | -------------------- | ------------- | --- | -------- | ------- | ----------- | ------------------ | ---------------- |
| Core i5-8200Y | - SRD22 (H0) | 2       | 1.3 GHz   | 3.9 GHz | 2 × 256 KB | 4 MB     | UHD Graphics 615 (?) | 300–950 MHz   | 5 W | BGA 1515 | DMI 3.0 | 2018        | - HE8067702739846  | $291             |
| Core i5-8210Y | - SREKQ (H0) | 2       | 1.6 GHz   | 3.6 GHz | 2 × 256 KB | 4 MB     | UHD Graphics 617 (?) | 300–1050 MHz  | 7 W | BGA 1515 | DMI 3.0 | 2018        | - HE8067702739889  | $281             |

### Vi kiến trúc Coffee Lake(Thế hệ thứ 8, thế hệ thứ 9)

#### Coffee Lake-H (lõi tứ, 14 nm)
| Mã sản phẩm   | Số sSpec                  | Số nhân | Xung nhịp | Turbo       | L2 cache   | L3 cache | Loại GPU | Xung nhịp GPU | TDP  | Socket   | I/O bus | Ngày ra mắt | Số hiệu thành phần                  | Giá ra mắt (USD) |
| ------------- | ------------------------- | ------- | --------- | ----------- | ---------- | -------- | -------- | ------------- | ---- | -------- | ------- | ----------- | ----------------------------------- | ---------------- |
| Core i5-8300H | - SR3Z0 (U0)              | 4       | 2.3 GHz   | 16/16/17/17 | 4 × 256 KB | 8 MB     | U630 (?) | 350–1000 MHz  | 45 W | BGA 1440 | DMI 3.0 | 04/2018     | - CL8068403373522                   | $250             |
| Core i5-8400H | - SR3Z1 (U0)              | 4       | 2.5 GHz   | 16/16/17/17 | 4 × 256 KB | 8 MB     | U630 (?) | 350–1100 MHz  | 45 W | BGA 1440 | DMI 3.0 | 2018        | - CL8068403373614                   | $250             |
| Core i5-9300H | - SRF6X (U0) - SRFCR (R0) | 4       | 2.4 GHz   | 16/?/?/17   | 4 × 256 KB | 8 MB     | U630 (?) | 350–1050 MHz  | 45 W | BGA 1440 | DMI 3.0 | 04/2019     | - CL8068404121905 - CL8068404069606 | $250             |
| Core i5-9400H | - SRFDM (R0)              | 4       | 2.5 GHz   | 16/?/?/18   | 4 × 256 KB | 8 MB     | U630 (?) | 350–1100 MHz  | 45 W | BGA 1440 | DMI 3.0 | 2019        | - CL8068404069511                   | $250             |

#### Coffee Lake-U (lõi tứ, 14 nm)
| Điện năng tiêu chuẩn |                           |   |         |         |            |      |         |              |      |  |         |         |                                     |      |
| Core i5-8259U        | - SRCKB (D0) - SRCUU (D0) | 4 | 2.3 GHz | 3.8 GHz | 4 × 256 KB | 6 MB | 655 (?) | 300–1050 MHz | 28 W |  | DMI 3.0 | 2018    | - FH8068403419522 - FH8068403419527 | $320 |
| Core i5-8269U        | - SRCKA (D0)              | 4 | 2.6 GHz | 4.2 GHz | 4 × 256 KB | 6 MB | 655 (?) | 300–1100 MHz | 28 W |  | DMI 3.0 | 2018    | - FH8068403419614                   | $320 |
| Core i5-8279U        | - SREZ0 (D0)              | 4 | 2.4 GHz | 4.1 GHz | 4 × 256 KB | 6 MB | 655 (?) | 300–1150 MHz | 28 W |  | DMI 3.0 | 2019    | - FH8068404166004                   | $320 |
| Điện năng thấp       |                           |   |         |         |            |      |         |              |      |  |         |         |                                     |      |
| Core i5-8257U        | - SREZ2 (D0)              | 4 | 1.4 GHz | 3.9 GHz | 4 × 256 KB | 6 MB | 645 (?) | 300–1050 MHz | 15 W |  | DMI 3.0 | 07/2019 | - FH8068404163204                   | $320 |

#### Coffee Lake-B (6 nhân, 14 nm)
| Mã sản phẩm   | Số sSpec     | Số nhân | Xung nhịp | Turbo   | L2 cache   | L3 cache | Loại GPU | Xung nhịp GPU | TDP  | Socket   | I/O bus | Ngày ra mắt | Số hiệu thành phần | Giá ra mắt (USD) |
| ------------- | ------------ | ------- | --------- | ------- | ---------- | -------- | -------- | ------------- | ---- | -------- | ------- | ----------- | ------------------ | ---------------- |
| Core i5-8400B | - SRCX4 (U0) | 6       | 2.8 GHz   | 4 GHz   | 6 × 256 KB | 9 MB     | U630 (?) | 350–1050 MHz  | 65 W | BGA 1440 | DMI 3.0 | 2018        | - CL8068403612408  | $182             |
| Core i5-8500B | - SRCX3 (U0) | 6       | 3 GHz     | 4.1 GHz | 6 × 256 KB | 9 MB     | U630 (?) | 350–1100 MHz  | 65 W | BGA 1440 | DMI 3.0 | 2018        | - CL8068403612509  | $192             |

#### Whiskey Lake-U (lõi tứ, 14 nm)
| Siêu tiết kiệm điện       |                                                     |   |         |         |            |      |          |              |      |  |         |      |                                                                         |      |
| Core i5-8265U             | - SREJQ (W0) - SREJR (W0) - SRFFX (V0) - SRFFY (V0) | 4 | 1.6 GHz | 3.9 GHz | 4 × 256 KB | 6 MB | U620 (?) | 300–1100 MHz | 15 W |  | DMI 3.0 | 2018 | - FJ8068404064604 - FJ8068404064604 - CL8068404064610 - CL8068404064610 | $297 |
| Core i5-8365U             | - SRF9Z (V0)                                        | 4 | 1.6 GHz | 4.1 GHz | 4 × 256 KB | 6 MB | U620 (?) | 300–1100 MHz | 15 W |  | DMI 3.0 | 2019 | - CL8068404064503                                                       | $297 |
| Điện năng cực thấp, nhúng |                                                     |   |         |         |            |      |          |              |      |  |         |      |                                                                         |      |
| Core i5-8365UE            | - SRFDU (V0)                                        | 4 | 1.6 GHz | 4.1 GHz | 4 × 256 KB | 6 MB | U620 (?) | 300–1050 MHz | 15 W |  | DMI 3.0 | 2019 | - CL8068404149404                                                       | $297 |

### Vi kiến trúc Comet Lake(Thế hệ thứ 10)

#### Comet Lake-H (lõi tứ, 14 nm)
| Mã sản phẩm    | Số sSpec     | Số nhân | Xung nhịp | Turbo    | L2 cache   | L3 cache | Loại GPU | Xung nhịp GPU | TDP  | Socket   | I/O bus | Ngày ra mắt | Số hiệu thành phần | Giá ra mắt (USD) |
| -------------- | ------------ | ------- | --------- | -------- | ---------- | -------- | -------- | ------------- | ---- | -------- | ------- | ----------- | ------------------ | ---------------- |
| Core i5-10200H | - SRK3X (R1) | 4       | 2.4 GHz   | ?/?/?/17 | 4 × 256 KB | 8 MB     | U630 (?) | 350–1050 MHz  | 45 W | BGA 1440 | DMI 3.0 | 2020        | - CL8070104441108  |                  |
| Core i5-10300H | - SRH84 (R1) | 4       | 2.5 GHz   | ?/?/?/20 | 4 × 256 KB | 8 MB     | U630 (?) | 350–1050 MHz  | 45 W | BGA 1440 | DMI 3.0 | 2020        | - CL8070104399510  | $250             |
| Core i5-10400H | - SRH8R (R1) | 4       | 2.6 GHz   | ?/?/?/20 | 4 × 256 KB | 8 MB     | U630 (?) | 350–1100 MHz  | 45 W | BGA 1440 | DMI 3.0 | 2020        | - CL8070104399409  | $250             |

#### Comet Lake-U (lõi tứ, 14 nm)
- i5-10310U hỗ trợ Intel vPro, Intel TXT.

| Mã sản phẩm    | Số sSpec                  | Số nhân | Xung nhịp | Turbo     | L2 cache   | L3 cache | Loại GPU | Xung nhịp GPU | TDP  | Socket | I/O bus | Ngày ra mắt | Số hiệu thành phần                  | Giá ra mắt (USD) |
| -------------- | ------------------------- | ------- | --------- | --------- | ---------- | -------- | -------- | ------------- | ---- | ------ | ------- | ----------- | ----------------------------------- | ---------------- |
| Core i5-10210U | - SRGKY (V0)              | 4       | 1.6 GHz   | 23/?/?/26 | 4 × 256 KB | 6 MB     | U620 (?) | 300–1100 MHz  | 15 W |        | DMI 3.0 | August 2019 | - FJ8070104307504                   | $297             |
| Core i5-10310U | - SRGKX (V0) - SRJ7T (K1) | 4       | 1.7 GHz   | ?/?/?/27  | 4 × 256 KB | 6 MB     | U620 (?) | 300–1150 MHz  | 15 W |        | DMI 3.0 | May 2020    | - FJ8070104307305 - FJ8070104500100 | $297             |

#### Comet Lake-Y (lõi tứ, 14 nm)
| Mã sản phẩm    | Số sSpec                  | Số nhân | Xung nhịp | Turbo     | L2 cache   | L3 cache | Loại GPU | Xung nhịp GPU | TDP | Socket | I/O bus | Ngày ra mắt | Số hiệu thành phần                  | Giá ra mắt (USD) |
| -------------- | ------------------------- | ------- | --------- | --------- | ---------- | -------- | -------- | ------------- | --- | ------ | ------- | ----------- | ----------------------------------- | ---------------- |
| Core i5-10210Y | - SRGKT (V0) - SRGSD (V0) | 4       | 1 GHz     | 17/?/?/30 | 4 × 256 KB | 6 MB     | U620 (?) | 300–1050 MHz  | 7 W |        | DMI 3.0 | 2019        | - FJ8068404190409 - FJ8068404190418 | $292             |
| Core i5-10310Y | - SRGKS (V0)              | 4       | 1.1 GHz   | 17/?/?/30 | 4 × 256 KB | 6 MB     | U620 (?) | 300–1050 MHz  | 7 W |        | DMI 3.0 | 2019        | - FJ8068404190310                   | $292             |

### Vi kiến trúc Sunny Cove(Thế hệ thứ 10)

#### Ice Lake-U (lõi tứ, 10 nm)
- Tất cả CPU đều hỗ trợ MMX, SSE, SSE2, SSE3, SSSE3, SSE4.1, SSE4.2, AVX, AVX2, AVX-512, FMA3, SGX, Speed Shift Technology (SST), Intel 64, XD bit (an NX bit implementation), Intel VT-x, Intel VT-d, Turbo Boost, Hyper-threading, AES-NI, Smart Cache, DL Boost, and configurable TDP (cTDP).

| Điện năng thấp                           |                           |   |  |            |         |   |                         |              |      |  |  |         |                                     |      |
| Core i5-1038NG7                          | - SRG0V (D1)              | 4 |  | ?/?/?/18   | 4 × 512 | 6 | Iris Plus Graphics (G7) | 300–1050 MHz | 28 W |  |  | 05/2020 | - FJ8068904334702                   | $320 |
| Điện năng cực thấp (Siêu tiết kiệm điện) |                           |   |  |            |         |   |                         |              |      |  |  |         |                                     |      |
| Core i5-1035G1                           | - SRGKG (D1) - SRGKL (D1) | 4 |  | 23/?/26/26 |         | 6 | UHD Graphics (G1)       | 300–1050 MHz | 15 W |  |  | 08/2019 | - FJ8068904368700 - FJ8068904312402 | $297 |
| Core i5-1035G4                           | - SRGKK (D1)              | 4 |  | 22/?/25/26 |         | 6 | Iris Plus Graphics (G4) | 300–1050 MHz | 15 W |  |  | 2019    | - FJ8068904312303                   | $309 |
| Core i5-1035G7                           | - SRGKJ (D1)              | 4 |  | 21/?/24/25 |         | 6 | Iris Plus Graphics (G7) | 300–1050 MHz | 15 W |  |  | 2019    | - FJ8068904312203                   | $320 |

#### Ice Lake-Y (lõi tứ, 10 nm)
| Mã sản phẩm     | Số sSpec | Số nhân | Xung nhịp | Turbo     | L2 cache | L3 cache | Loại GPU                | Xung nhịp GPU | TDP  | Socket | I/O bus | Ngày ra mắt | Số hiệu thành phần | Giá ra mắt (USD) |
| --------------- | -------- | ------- | --------- | --------- | -------- | -------- | ----------------------- | ------------- | ---- | ------ | ------- | ----------- | ------------------ | ---------------- |
| Core i5-1030G4  |          | 4       |           | 25/?/?/28 |          | 6        | Iris Plus Graphics (G4) | 300–1050 MHz  | 9 W  |        |         | Q3 2019     |                    |                  |
| Core i5-1030G7  |          | 4       |           | 24/?/?/27 |          | 6        | Iris Plus Graphics (G7) | 300–1050 MHz  | 9 W  |        |         | Q3 2019     |                    |                  |
| Core i5-1030NG7 |          | 4       |           | 3.5 GHz   |          | 6        | Iris Plus Graphics (G7) | 300–1050 MHz  | 10 W |        |         | Q2 2020     |                    |                  |

### Vi kiến trúc Willow Cove(Thế hệ thứ 11)

#### Tiger Lake-UP3 (10 nm SuperFin)
- Tất cả CPU đều hỗ trợ SSE4.1, SSE4.2, AVX2, AVX-512, FMA3, Speed Shift Technology (SST), Intel 64, Intel VT-x, Intel VT-d, Turbo Boost, Hyper-threading, AES-NI, Smart Cache, DL Boost, Optane memory, GNA 2.0, IPU6 (except SRK05), TB4, và configurable TDP (cTDP).
- các phiên bản "-RE" hỗ trợ ECC memory.

| Mã sản phẩm                 | Số sSpec                  | Số nhân (số luồng) | Xung nhịp   | Turbo   | L2cache      | L3cache | Loại GPU        | Xung nhịp GPU | TDP  | Bộ nhớ (RAM)                 | Ngày ra mắt | Số hiệu thành phần                  |
| --------------------------- | ------------------------- | ------------------ | ----------- | ------- | ------------ | ------- | --------------- | ------------- | ---- | ---------------------------- | ----------- | ----------------------------------- |
| Máy tính xách tay (Di động) |                           |                    |             |         |              |         |                 |               |      |                              |             |                                     |
| Core i5-1135G7              | - SRK04 (B1) - SRK05 (B1) | 4 (8)              | 0.9-2.4 GHz | 4.2 GHz | 4 × 1.25 MiB | 8 MiB   | Iris Xe (80 EU) | ?–1300 MHz    | 15 W | 2× DDR4-3200 2× LPDDR4X-4266 | 09/2020     | - FH8069004530601 - FH8069004531301 |
| Nhúng                       |                           |                    |             |         |              |         |                 |               |      |                              |             |                                     |
| Core i5-1145G7E             | - SRK0Z (B1)              | 4 (8)              | 1.5 GHz     | 4.1 GHz | 4 × 1.25 MiB | 8 MiB   | Iris Xe (80 EU) | ?–1300 MHz    | 15 W | 2× DDR4-3200 2× LPDDR4X-4266 | 09/2020     | - FH8069004542000                   |
| Core i5-1145GRE             | - SRK10 (B1)              | 4 (8)              | 1.5 GHz     | 4.1 GHz | 4 × 1.25 MiB | 8 MiB   | Iris Xe (80 EU) | ?–1300 MHz    | 15 W | 2× DDR4-3200 2× LPDDR4X-4266 | 09/2020     | - FH8069004542100                   |

#### Tiger Lake-UP4 (10 nm SuperFin)
- Tất cả CPU đều hỗ trợ: SSE4.1, SSE4.2, AVX2, AVX-512, FMA3, Speed Shift Technology (SST), Intel 64, Intel VT-x, Intel VT-d, Turbo Boost, Hyper-threading, AES-NI, Smart Cache, DL Boost, Optane memory, GNA 2.0, IPU6, TB4, và configurable TDP (cTDP).

| Mã sản phẩm    | Số sSpec     | Số nhân (Số luồng) | Xung nhịp | Turbo   | L2 cache     | L3 cache | Loại GPU        | Xung nhịp GPU | TDP    | Bộ nhớ (RAM)    | Ngày ra mắt | Số hiệu thành phần |
| -------------- | ------------ | ------------------ | --------- | ------- | ------------ | -------- | --------------- | ------------- | ------ | --------------- | ----------- | ------------------ |
| Core i5-1130G7 | - SRK0G (B1) | 4 (8)              | 1.1 GHz   | 4.0 GHz | 4 × 1.25 MiB | 8 MiB    | Iris Xe (80 EU) | ?–1100 MHz    | 7–15 W | 2× LPDDR4X-4266 | 09/2020     | - FH8069004532404  |